# Teodora Buciu
Teodora Buciu (n. 1999, București) este o cântăreață română și câștigătoarea celui de-al șaselea sezon al emisiunii-concurs Vocea României.

## Biografie
Buciu s-a născut în anul 1999 în București. În prezent, aceasta este elevă la Liceul ”Nicolae Tonitza” din București, secția Filologie. La vârsta de 4 ani a început să studieze pianul și apoi chitara. De un an, Buciu s-a înscris la ore de canto. De-a lungul timpului, a participat la mai multe concursuri naționale, reușind sa obțină de fiecare dată marele premiu. Cea mai mare dorință a sa este să meargă să studieze musical-ul la Londra. 
În anul 2016, Buciu s-a înscris la emisiunea-concurs Vocea României. La audiții, aceasta a interpretat melodia lui Prince, "Purple rain", reușind să întoarcă toate cele patru scaune ale antrenorilor. În final, Buciu l-a ales ca antrenor pe Tudor Chirilă. De-a lungul emisiunii, Buciu și-a demonstrat abilitățile vocale cântând mai multe genuri muzicale: rock, operă, musical și soul blues. În 16 decembrie 2016, aceasta a devenit a șasea câștigătoarea a emisiunii Vocea României. Cântecul ei câștigător a fost "Cry Baby". Până în prezent, Buciu este cea mai tânără câștigătoare a acestui concurs.
Numerele muzicale din cadrul emisiunii
| Episod # | Episod # | Episod # | Episod # | Episod # | Episod # | Episod # | Episod # | Episod # | Episod # | Episod # | Episod # | Episod # | Episod # | Episod # | Episod # | Episod # | Episod # | Episod # | Episod # | Episod # | Episod # | Episod # | Episod # | Episod # | Episod # | Episod # | Episod # | Episod # | Episod # | Episod # | Episod # | Episod # | Episod # | Episod # | Episod # | Episod # | Episod # | Episod # | Episod # | Episod # | Episod # | Episod # | Episod # | Episod # | Episod # | Episod # | Episod # | Episod # | Episod # | Episod # | Episod # | Episod # | Episod # | Episod # | Episod # | Episod # | Episod # | Episod # | Episod # | Episod # | Episod # | Episod # | Episod # | Episod # | Episod # | Episod # | Episod # | Episod # | Episod # | Episod # | Episod # | Episod # | Episod # | Episod # | Episod # | Episod # | Episod # | Episod # | Episod # | Episod # | Episod # | Episod # | Episod # | Episod # | Episod # | Episod # | Episod # | Episod # | Episod # | Episod # | Episod # | Episod # | Episod # | Episod # | Episod # | Episod # | Episod # | Episod # | Episod # | Etapă               | Etapă               | Etapă               | Etapă               | Etapă               | Etapă               | Etapă               | Etapă               | Etapă               | Etapă               | Etapă               | Etapă               | Etapă               | Etapă               | Etapă               | Etapă               | Etapă               | Etapă               | Etapă               | Etapă               | Etapă               | Etapă               | Etapă               | Etapă               | Etapă               | Etapă               | Etapă               | Etapă               | Etapă               | Etapă               | Etapă               | Etapă               | Etapă               | Etapă               | Etapă               | Etapă               | Etapă               | Etapă               | Etapă               | Etapă               | Etapă               | Etapă               | Etapă               | Etapă               | Etapă               | Etapă               | Etapă               | Etapă               | Etapă               | Etapă               | Etapă               | Etapă               | Etapă               | Etapă               | Etapă               | Etapă               | Etapă               | Etapă               | Etapă               | Etapă               | Etapă               | Etapă               | Etapă               | Etapă               | Etapă               | Etapă               | Etapă               | Etapă               | Etapă               | Etapă               | Etapă               | Etapă               | Etapă               | Etapă               | Etapă               | Etapă               | Etapă               | Etapă               | Etapă               | Etapă               | Etapă               | Etapă               | Etapă               | Etapă               | Etapă               | Etapă               | Etapă               | Etapă               | Etapă               | Etapă               | Etapă               | Etapă               | Etapă               | Etapă               | Etapă               | Etapă               | Etapă               | Etapă               | Etapă               | Etapă               | Cântec                                                                  | Cântec                                                                  | Cântec                                                                  | Cântec                                                                  | Cântec                                                                  | Cântec                                                                  | Cântec                                                                  | Cântec                                                                  | Cântec                                                                  | Cântec                                                                  | Cântec                                                                  | Cântec                                                                  | Cântec                                                                  | Cântec                                                                  | Cântec                                                                  | Cântec                                                                  | Cântec                                                                  | Cântec                                                                  | Cântec                                                                  | Cântec                                                                  | Cântec                                                                  | Cântec                                                                  | Cântec                                                                  | Cântec                                                                  | Cântec                                                                  | Cântec                                                                  | Cântec                                                                  | Cântec                                                                  | Cântec                                                                  | Cântec                                                                  | Cântec                                                                  | Cântec                                                                  | Cântec                                                                  | Cântec                                                                  | Cântec                                                                  | Cântec                                                                  | Cântec                                                                  | Cântec                                                                  | Cântec                                                                  | Cântec                                                                  | Cântec                                                                  | Cântec                                                                  | Cântec                                                                  | Cântec                                                                  | Cântec                                                                  | Cântec                                                                  | Cântec                                                                  | Cântec                                                                  | Cântec                                                                  | Cântec                                                                  | Cântec                                                                  | Cântec                                                                  | Cântec                                                                  | Cântec                                                                  | Cântec                                                                  | Cântec                                                                  | Cântec                                                                  | Cântec                                                                  | Cântec                                                                  | Cântec                                                                  | Cântec                                                                  | Cântec                                                                  | Cântec                                                                  | Cântec                                                                  | Cântec                                                                  | Cântec                                                                  | Cântec                                                                  | Cântec                                                                  | Cântec                                                                  | Cântec                                                                  | Cântec                                                                  | Cântec                                                                  | Cântec                                                                  | Cântec                                                                  | Cântec                                                                  | Cântec                                                                  | Cântec                                                                  | Cântec                                                                  | Cântec                                                                  | Cântec                                                                  | Cântec                                                                  | Cântec                                                                  | Cântec                                                                  | Cântec                                                                  | Cântec                                                                  | Cântec                                                                  | Cântec                                                                  | Cântec                                                                  | Cântec                                                                  | Cântec                                                                  | Cântec                                                                  | Cântec                                                                  | Cântec                                                                  | Cântec                                                                  | Cântec                                                                  | Cântec                                                                  | Cântec                                                                  | Cântec                                                                  | Cântec                                                                  | Cântec                                                                  | Artistul original                              | Artistul original                              | Artistul original                              | Artistul original                              | Artistul original                              | Artistul original                              | Artistul original                              | Artistul original                              | Artistul original                              | Artistul original                              | Artistul original                              | Artistul original                              | Artistul original                              | Artistul original                              | Artistul original                              | Artistul original                              | Artistul original                              | Artistul original                              | Artistul original                              | Artistul original                              | Artistul original                              | Artistul original                              | Artistul original                              | Artistul original                              | Artistul original                              | Artistul original                              | Artistul original                              | Artistul original                              | Artistul original                              | Artistul original                              | Artistul original                              | Artistul original                              | Artistul original                              | Artistul original                              | Artistul original                              | Artistul original                              | Artistul original                              | Artistul original                              | Artistul original                              | Artistul original                              | Artistul original                              | Artistul original                              | Artistul original                              | Artistul original                              | Artistul original                              | Artistul original                              | Artistul original                              | Artistul original                              | Artistul original                              | Artistul original                              | Artistul original                              | Artistul original                              | Artistul original                              | Artistul original                              | Artistul original                              | Artistul original                              | Artistul original                              | Artistul original                              | Artistul original                              | Artistul original                              | Artistul original                              | Artistul original                              | Artistul original                              | Artistul original                              | Artistul original                              | Artistul original                              | Artistul original                              | Artistul original                              | Artistul original                              | Artistul original                              | Artistul original                              | Artistul original                              | Artistul original                              | Artistul original                              | Artistul original                              | Artistul original                              | Artistul original                              | Artistul original                              | Artistul original                              | Artistul original                              | Artistul original                              | Artistul original                              | Artistul original                              | Artistul original                              | Artistul original                              | Artistul original                              | Artistul original                              | Artistul original                              | Artistul original                              | Artistul original                              | Artistul original                              | Artistul original                              | Artistul original                              | Artistul original                              | Artistul original                              | Artistul original                              | Artistul original                              | Artistul original                              | Artistul original                              | Artistul original                              | Rezultat                         | Rezultat                         | Rezultat                         | Rezultat                         | Rezultat                         | Rezultat                         | Rezultat                         | Rezultat                         | Rezultat                         | Rezultat                         | Rezultat                         | Rezultat                         | Rezultat                         | Rezultat                         | Rezultat                         | Rezultat                         | Rezultat                         | Rezultat                         | Rezultat                         | Rezultat                         | Rezultat                         | Rezultat                         | Rezultat                         | Rezultat                         | Rezultat                         | Rezultat                         | Rezultat                         | Rezultat                         | Rezultat                         | Rezultat                         | Rezultat                         | Rezultat                         | Rezultat                         | Rezultat                         | Rezultat                         | Rezultat                         | Rezultat                         | Rezultat                         | Rezultat                         | Rezultat                         | Rezultat                         | Rezultat                         | Rezultat                         | Rezultat                         | Rezultat                         | Rezultat                         | Rezultat                         | Rezultat                         | Rezultat                         | Rezultat                         | Rezultat                         | Rezultat                         | Rezultat                         | Rezultat                         | Rezultat                         | Rezultat                         | Rezultat                         | Rezultat                         | Rezultat                         | Rezultat                         | Rezultat                         | Rezultat                         | Rezultat                         | Rezultat                         | Rezultat                         | Rezultat                         | Rezultat                         | Rezultat                         | Rezultat                         | Rezultat                         | Rezultat                         | Rezultat                         | Rezultat                         | Rezultat                         | Rezultat                         | Rezultat                         | Rezultat                         | Rezultat                         | Rezultat                         | Rezultat                         | Rezultat                         | Rezultat                         | Rezultat                         | Rezultat                         | Rezultat                         | Rezultat                         | Rezultat                         | Rezultat                         | Rezultat                         | Rezultat                         | Rezultat                         | Rezultat                         | Rezultat                         | Rezultat                         | Rezultat                         | Rezultat                         | Rezultat                         | Rezultat                         | Rezultat                         | Rezultat                         |
| 1        | 1        | 1        | 1        | 1        | 1        | 1        | 1        | 1        | 1        | 1        | 1        | 1        | 1        | 1        | 1        | 1        | 1        | 1        | 1        | 1        | 1        | 1        | 1        | 1        | 1        | 1        | 1        | 1        | 1        | 1        | 1        | 1        | 1        | 1        | 1        | 1        | 1        | 1        | 1        | 1        | 1        | 1        | 1        | 1        | 1        | 1        | 1        | 1        | 1        | 1        | 1        | 1        | 1        | 1        | 1        | 1        | 1        | 1        | 1        | 1        | 1        | 1        | 1        | 1        | 1        | 1        | 1        | 1        | 1        | 1        | 1        | 1        | 1        | 1        | 1        | 1        | 1        | 1        | 1        | 1        | 1        | 1        | 1        | 1        | 1        | 1        | 1        | 1        | 1        | 1        | 1        | 1        | 1        | 1        | 1        | 1        | 1        | 1        | 1        | Audiții pe nevăzute | Audiții pe nevăzute | Audiții pe nevăzute | Audiții pe nevăzute | Audiții pe nevăzute | Audiții pe nevăzute | Audiții pe nevăzute | Audiții pe nevăzute | Audiții pe nevăzute | Audiții pe nevăzute | Audiții pe nevăzute | Audiții pe nevăzute | Audiții pe nevăzute | Audiții pe nevăzute | Audiții pe nevăzute | Audiții pe nevăzute | Audiții pe nevăzute | Audiții pe nevăzute | Audiții pe nevăzute | Audiții pe nevăzute | Audiții pe nevăzute | Audiții pe nevăzute | Audiții pe nevăzute | Audiții pe nevăzute | Audiții pe nevăzute | Audiții pe nevăzute | Audiții pe nevăzute | Audiții pe nevăzute | Audiții pe nevăzute | Audiții pe nevăzute | Audiții pe nevăzute | Audiții pe nevăzute | Audiții pe nevăzute | Audiții pe nevăzute | Audiții pe nevăzute | Audiții pe nevăzute | Audiții pe nevăzute | Audiții pe nevăzute | Audiții pe nevăzute | Audiții pe nevăzute | Audiții pe nevăzute | Audiții pe nevăzute | Audiții pe nevăzute | Audiții pe nevăzute | Audiții pe nevăzute | Audiții pe nevăzute | Audiții pe nevăzute | Audiții pe nevăzute | Audiții pe nevăzute | Audiții pe nevăzute | Audiții pe nevăzute | Audiții pe nevăzute | Audiții pe nevăzute | Audiții pe nevăzute | Audiții pe nevăzute | Audiții pe nevăzute | Audiții pe nevăzute | Audiții pe nevăzute | Audiții pe nevăzute | Audiții pe nevăzute | Audiții pe nevăzute | Audiții pe nevăzute | Audiții pe nevăzute | Audiții pe nevăzute | Audiții pe nevăzute | Audiții pe nevăzute | Audiții pe nevăzute | Audiții pe nevăzute | Audiții pe nevăzute | Audiții pe nevăzute | Audiții pe nevăzute | Audiții pe nevăzute | Audiții pe nevăzute | Audiții pe nevăzute | Audiții pe nevăzute | Audiții pe nevăzute | Audiții pe nevăzute | Audiții pe nevăzute | Audiții pe nevăzute | Audiții pe nevăzute | Audiții pe nevăzute | Audiții pe nevăzute | Audiții pe nevăzute | Audiții pe nevăzute | Audiții pe nevăzute | Audiții pe nevăzute | Audiții pe nevăzute | Audiții pe nevăzute | Audiții pe nevăzute | Audiții pe nevăzute | Audiții pe nevăzute | Audiții pe nevăzute | Audiții pe nevăzute | Audiții pe nevăzute | Audiții pe nevăzute | Audiții pe nevăzute | Audiții pe nevăzute | Audiții pe nevăzute | Audiții pe nevăzute | Audiții pe nevăzute | „Purple rain”                                                           | „Purple rain”                                                           | „Purple rain”                                                           | „Purple rain”                                                           | „Purple rain”                                                           | „Purple rain”                                                           | „Purple rain”                                                           | „Purple rain”                                                           | „Purple rain”                                                           | „Purple rain”                                                           | „Purple rain”                                                           | „Purple rain”                                                           | „Purple rain”                                                           | „Purple rain”                                                           | „Purple rain”                                                           | „Purple rain”                                                           | „Purple rain”                                                           | „Purple rain”                                                           | „Purple rain”                                                           | „Purple rain”                                                           | „Purple rain”                                                           | „Purple rain”                                                           | „Purple rain”                                                           | „Purple rain”                                                           | „Purple rain”                                                           | „Purple rain”                                                           | „Purple rain”                                                           | „Purple rain”                                                           | „Purple rain”                                                           | „Purple rain”                                                           | „Purple rain”                                                           | „Purple rain”                                                           | „Purple rain”                                                           | „Purple rain”                                                           | „Purple rain”                                                           | „Purple rain”                                                           | „Purple rain”                                                           | „Purple rain”                                                           | „Purple rain”                                                           | „Purple rain”                                                           | „Purple rain”                                                           | „Purple rain”                                                           | „Purple rain”                                                           | „Purple rain”                                                           | „Purple rain”                                                           | „Purple rain”                                                           | „Purple rain”                                                           | „Purple rain”                                                           | „Purple rain”                                                           | „Purple rain”                                                           | „Purple rain”                                                           | „Purple rain”                                                           | „Purple rain”                                                           | „Purple rain”                                                           | „Purple rain”                                                           | „Purple rain”                                                           | „Purple rain”                                                           | „Purple rain”                                                           | „Purple rain”                                                           | „Purple rain”                                                           | „Purple rain”                                                           | „Purple rain”                                                           | „Purple rain”                                                           | „Purple rain”                                                           | „Purple rain”                                                           | „Purple rain”                                                           | „Purple rain”                                                           | „Purple rain”                                                           | „Purple rain”                                                           | „Purple rain”                                                           | „Purple rain”                                                           | „Purple rain”                                                           | „Purple rain”                                                           | „Purple rain”                                                           | „Purple rain”                                                           | „Purple rain”                                                           | „Purple rain”                                                           | „Purple rain”                                                           | „Purple rain”                                                           | „Purple rain”                                                           | „Purple rain”                                                           | „Purple rain”                                                           | „Purple rain”                                                           | „Purple rain”                                                           | „Purple rain”                                                           | „Purple rain”                                                           | „Purple rain”                                                           | „Purple rain”                                                           | „Purple rain”                                                           | „Purple rain”                                                           | „Purple rain”                                                           | „Purple rain”                                                           | „Purple rain”                                                           | „Purple rain”                                                           | „Purple rain”                                                           | „Purple rain”                                                           | „Purple rain”                                                           | „Purple rain”                                                           | „Purple rain”                                                           | „Purple rain”                                                           | Prince                                         | Prince                                         | Prince                                         | Prince                                         | Prince                                         | Prince                                         | Prince                                         | Prince                                         | Prince                                         | Prince                                         | Prince                                         | Prince                                         | Prince                                         | Prince                                         | Prince                                         | Prince                                         | Prince                                         | Prince                                         | Prince                                         | Prince                                         | Prince                                         | Prince                                         | Prince                                         | Prince                                         | Prince                                         | Prince                                         | Prince                                         | Prince                                         | Prince                                         | Prince                                         | Prince                                         | Prince                                         | Prince                                         | Prince                                         | Prince                                         | Prince                                         | Prince                                         | Prince                                         | Prince                                         | Prince                                         | Prince                                         | Prince                                         | Prince                                         | Prince                                         | Prince                                         | Prince                                         | Prince                                         | Prince                                         | Prince                                         | Prince                                         | Prince                                         | Prince                                         | Prince                                         | Prince                                         | Prince                                         | Prince                                         | Prince                                         | Prince                                         | Prince                                         | Prince                                         | Prince                                         | Prince                                         | Prince                                         | Prince                                         | Prince                                         | Prince                                         | Prince                                         | Prince                                         | Prince                                         | Prince                                         | Prince                                         | Prince                                         | Prince                                         | Prince                                         | Prince                                         | Prince                                         | Prince                                         | Prince                                         | Prince                                         | Prince                                         | Prince                                         | Prince                                         | Prince                                         | Prince                                         | Prince                                         | Prince                                         | Prince                                         | Prince                                         | Prince                                         | Prince                                         | Prince                                         | Prince                                         | Prince                                         | Prince                                         | Prince                                         | Prince                                         | Prince                                         | Prince                                         | Prince                                         | Prince                                         | A întors toate cele patru scaune | A întors toate cele patru scaune | A întors toate cele patru scaune | A întors toate cele patru scaune | A întors toate cele patru scaune | A întors toate cele patru scaune | A întors toate cele patru scaune | A întors toate cele patru scaune | A întors toate cele patru scaune | A întors toate cele patru scaune | A întors toate cele patru scaune | A întors toate cele patru scaune | A întors toate cele patru scaune | A întors toate cele patru scaune | A întors toate cele patru scaune | A întors toate cele patru scaune | A întors toate cele patru scaune | A întors toate cele patru scaune | A întors toate cele patru scaune | A întors toate cele patru scaune | A întors toate cele patru scaune | A întors toate cele patru scaune | A întors toate cele patru scaune | A întors toate cele patru scaune | A întors toate cele patru scaune | A întors toate cele patru scaune | A întors toate cele patru scaune | A întors toate cele patru scaune | A întors toate cele patru scaune | A întors toate cele patru scaune | A întors toate cele patru scaune | A întors toate cele patru scaune | A întors toate cele patru scaune | A întors toate cele patru scaune | A întors toate cele patru scaune | A întors toate cele patru scaune | A întors toate cele patru scaune | A întors toate cele patru scaune | A întors toate cele patru scaune | A întors toate cele patru scaune | A întors toate cele patru scaune | A întors toate cele patru scaune | A întors toate cele patru scaune | A întors toate cele patru scaune | A întors toate cele patru scaune | A întors toate cele patru scaune | A întors toate cele patru scaune | A întors toate cele patru scaune | A întors toate cele patru scaune | A întors toate cele patru scaune | A întors toate cele patru scaune | A întors toate cele patru scaune | A întors toate cele patru scaune | A întors toate cele patru scaune | A întors toate cele patru scaune | A întors toate cele patru scaune | A întors toate cele patru scaune | A întors toate cele patru scaune | A întors toate cele patru scaune | A întors toate cele patru scaune | A întors toate cele patru scaune | A întors toate cele patru scaune | A întors toate cele patru scaune | A întors toate cele patru scaune | A întors toate cele patru scaune | A întors toate cele patru scaune | A întors toate cele patru scaune | A întors toate cele patru scaune | A întors toate cele patru scaune | A întors toate cele patru scaune | A întors toate cele patru scaune | A întors toate cele patru scaune | A întors toate cele patru scaune | A întors toate cele patru scaune | A întors toate cele patru scaune | A întors toate cele patru scaune | A întors toate cele patru scaune | A întors toate cele patru scaune | A întors toate cele patru scaune | A întors toate cele patru scaune | A întors toate cele patru scaune | A întors toate cele patru scaune | A întors toate cele patru scaune | A întors toate cele patru scaune | A întors toate cele patru scaune | A întors toate cele patru scaune | A întors toate cele patru scaune | A întors toate cele patru scaune | A întors toate cele patru scaune | A întors toate cele patru scaune | A întors toate cele patru scaune | A întors toate cele patru scaune | A întors toate cele patru scaune | A întors toate cele patru scaune | A întors toate cele patru scaune | A întors toate cele patru scaune | A întors toate cele patru scaune | A întors toate cele patru scaune | A întors toate cele patru scaune | A întors toate cele patru scaune |
| 9        | 9        | 9        | 9        | 9        | 9        | 9        | 9        | 9        | 9        | 9        | 9        | 9        | 9        | 9        | 9        | 9        | 9        | 9        | 9        | 9        | 9        | 9        | 9        | 9        | 9        | 9        | 9        | 9        | 9        | 9        | 9        | 9        | 9        | 9        | 9        | 9        | 9        | 9        | 9        | 9        | 9        | 9        | 9        | 9        | 9        | 9        | 9        | 9        | 9        | 9        | 9        | 9        | 9        | 9        | 9        | 9        | 9        | 9        | 9        | 9        | 9        | 9        | 9        | 9        | 9        | 9        | 9        | 9        | 9        | 9        | 9        | 9        | 9        | 9        | 9        | 9        | 9        | 9        | 9        | 9        | 9        | 9        | 9        | 9        | 9        | 9        | 9        | 9        | 9        | 9        | 9        | 9        | 9        | 9        | 9        | 9        | 9        | 9        | 9        | Confruntări         | Confruntări         | Confruntări         | Confruntări         | Confruntări         | Confruntări         | Confruntări         | Confruntări         | Confruntări         | Confruntări         | Confruntări         | Confruntări         | Confruntări         | Confruntări         | Confruntări         | Confruntări         | Confruntări         | Confruntări         | Confruntări         | Confruntări         | Confruntări         | Confruntări         | Confruntări         | Confruntări         | Confruntări         | Confruntări         | Confruntări         | Confruntări         | Confruntări         | Confruntări         | Confruntări         | Confruntări         | Confruntări         | Confruntări         | Confruntări         | Confruntări         | Confruntări         | Confruntări         | Confruntări         | Confruntări         | Confruntări         | Confruntări         | Confruntări         | Confruntări         | Confruntări         | Confruntări         | Confruntări         | Confruntări         | Confruntări         | Confruntări         | Confruntări         | Confruntări         | Confruntări         | Confruntări         | Confruntări         | Confruntări         | Confruntări         | Confruntări         | Confruntări         | Confruntări         | Confruntări         | Confruntări         | Confruntări         | Confruntări         | Confruntări         | Confruntări         | Confruntări         | Confruntări         | Confruntări         | Confruntări         | Confruntări         | Confruntări         | Confruntări         | Confruntări         | Confruntări         | Confruntări         | Confruntări         | Confruntări         | Confruntări         | Confruntări         | Confruntări         | Confruntări         | Confruntări         | Confruntări         | Confruntări         | Confruntări         | Confruntări         | Confruntări         | Confruntări         | Confruntări         | Confruntări         | Confruntări         | Confruntări         | Confruntări         | Confruntări         | Confruntări         | Confruntări         | Confruntări         | Confruntări         | Confruntări         | „Don't Rain on My Parade” (vs Camelia Crișan)                           | „Don't Rain on My Parade” (vs Camelia Crișan)                           | „Don't Rain on My Parade” (vs Camelia Crișan)                           | „Don't Rain on My Parade” (vs Camelia Crișan)                           | „Don't Rain on My Parade” (vs Camelia Crișan)                           | „Don't Rain on My Parade” (vs Camelia Crișan)                           | „Don't Rain on My Parade” (vs Camelia Crișan)                           | „Don't Rain on My Parade” (vs Camelia Crișan)                           | „Don't Rain on My Parade” (vs Camelia Crișan)                           | „Don't Rain on My Parade” (vs Camelia Crișan)                           | „Don't Rain on My Parade” (vs Camelia Crișan)                           | „Don't Rain on My Parade” (vs Camelia Crișan)                           | „Don't Rain on My Parade” (vs Camelia Crișan)                           | „Don't Rain on My Parade” (vs Camelia Crișan)                           | „Don't Rain on My Parade” (vs Camelia Crișan)                           | „Don't Rain on My Parade” (vs Camelia Crișan)                           | „Don't Rain on My Parade” (vs Camelia Crișan)                           | „Don't Rain on My Parade” (vs Camelia Crișan)                           | „Don't Rain on My Parade” (vs Camelia Crișan)                           | „Don't Rain on My Parade” (vs Camelia Crișan)                           | „Don't Rain on My Parade” (vs Camelia Crișan)                           | „Don't Rain on My Parade” (vs Camelia Crișan)                           | „Don't Rain on My Parade” (vs Camelia Crișan)                           | „Don't Rain on My Parade” (vs Camelia Crișan)                           | „Don't Rain on My Parade” (vs Camelia Crișan)                           | „Don't Rain on My Parade” (vs Camelia Crișan)                           | „Don't Rain on My Parade” (vs Camelia Crișan)                           | „Don't Rain on My Parade” (vs Camelia Crișan)                           | „Don't Rain on My Parade” (vs Camelia Crișan)                           | „Don't Rain on My Parade” (vs Camelia Crișan)                           | „Don't Rain on My Parade” (vs Camelia Crișan)                           | „Don't Rain on My Parade” (vs Camelia Crișan)                           | „Don't Rain on My Parade” (vs Camelia Crișan)                           | „Don't Rain on My Parade” (vs Camelia Crișan)                           | „Don't Rain on My Parade” (vs Camelia Crișan)                           | „Don't Rain on My Parade” (vs Camelia Crișan)                           | „Don't Rain on My Parade” (vs Camelia Crișan)                           | „Don't Rain on My Parade” (vs Camelia Crișan)                           | „Don't Rain on My Parade” (vs Camelia Crișan)                           | „Don't Rain on My Parade” (vs Camelia Crișan)                           | „Don't Rain on My Parade” (vs Camelia Crișan)                           | „Don't Rain on My Parade” (vs Camelia Crișan)                           | „Don't Rain on My Parade” (vs Camelia Crișan)                           | „Don't Rain on My Parade” (vs Camelia Crișan)                           | „Don't Rain on My Parade” (vs Camelia Crișan)                           | „Don't Rain on My Parade” (vs Camelia Crișan)                           | „Don't Rain on My Parade” (vs Camelia Crișan)                           | „Don't Rain on My Parade” (vs Camelia Crișan)                           | „Don't Rain on My Parade” (vs Camelia Crișan)                           | „Don't Rain on My Parade” (vs Camelia Crișan)                           | „Don't Rain on My Parade” (vs Camelia Crișan)                           | „Don't Rain on My Parade” (vs Camelia Crișan)                           | „Don't Rain on My Parade” (vs Camelia Crișan)                           | „Don't Rain on My Parade” (vs Camelia Crișan)                           | „Don't Rain on My Parade” (vs Camelia Crișan)                           | „Don't Rain on My Parade” (vs Camelia Crișan)                           | „Don't Rain on My Parade” (vs Camelia Crișan)                           | „Don't Rain on My Parade” (vs Camelia Crișan)                           | „Don't Rain on My Parade” (vs Camelia Crișan)                           | „Don't Rain on My Parade” (vs Camelia Crișan)                           | „Don't Rain on My Parade” (vs Camelia Crișan)                           | „Don't Rain on My Parade” (vs Camelia Crișan)                           | „Don't Rain on My Parade” (vs Camelia Crișan)                           | „Don't Rain on My Parade” (vs Camelia Crișan)                           | „Don't Rain on My Parade” (vs Camelia Crișan)                           | „Don't Rain on My Parade” (vs Camelia Crișan)                           | „Don't Rain on My Parade” (vs Camelia Crișan)                           | „Don't Rain on My Parade” (vs Camelia Crișan)                           | „Don't Rain on My Parade” (vs Camelia Crișan)                           | „Don't Rain on My Parade” (vs Camelia Crișan)                           | „Don't Rain on My Parade” (vs Camelia Crișan)                           | „Don't Rain on My Parade” (vs Camelia Crișan)                           | „Don't Rain on My Parade” (vs Camelia Crișan)                           | „Don't Rain on My Parade” (vs Camelia Crișan)                           | „Don't Rain on My Parade” (vs Camelia Crișan)                           | „Don't Rain on My Parade” (vs Camelia Crișan)                           | „Don't Rain on My Parade” (vs Camelia Crișan)                           | „Don't Rain on My Parade” (vs Camelia Crișan)                           | „Don't Rain on My Parade” (vs Camelia Crișan)                           | „Don't Rain on My Parade” (vs Camelia Crișan)                           | „Don't Rain on My Parade” (vs Camelia Crișan)                           | „Don't Rain on My Parade” (vs Camelia Crișan)                           | „Don't Rain on My Parade” (vs Camelia Crișan)                           | „Don't Rain on My Parade” (vs Camelia Crișan)                           | „Don't Rain on My Parade” (vs Camelia Crișan)                           | „Don't Rain on My Parade” (vs Camelia Crișan)                           | „Don't Rain on My Parade” (vs Camelia Crișan)                           | „Don't Rain on My Parade” (vs Camelia Crișan)                           | „Don't Rain on My Parade” (vs Camelia Crișan)                           | „Don't Rain on My Parade” (vs Camelia Crișan)                           | „Don't Rain on My Parade” (vs Camelia Crișan)                           | „Don't Rain on My Parade” (vs Camelia Crișan)                           | „Don't Rain on My Parade” (vs Camelia Crișan)                           | „Don't Rain on My Parade” (vs Camelia Crișan)                           | „Don't Rain on My Parade” (vs Camelia Crișan)                           | „Don't Rain on My Parade” (vs Camelia Crișan)                           | „Don't Rain on My Parade” (vs Camelia Crișan)                           | „Don't Rain on My Parade” (vs Camelia Crișan)                           | „Don't Rain on My Parade” (vs Camelia Crișan)                           | „Don't Rain on My Parade” (vs Camelia Crișan)                           | Barbra Streisand                               | Barbra Streisand                               | Barbra Streisand                               | Barbra Streisand                               | Barbra Streisand                               | Barbra Streisand                               | Barbra Streisand                               | Barbra Streisand                               | Barbra Streisand                               | Barbra Streisand                               | Barbra Streisand                               | Barbra Streisand                               | Barbra Streisand                               | Barbra Streisand                               | Barbra Streisand                               | Barbra Streisand                               | Barbra Streisand                               | Barbra Streisand                               | Barbra Streisand                               | Barbra Streisand                               | Barbra Streisand                               | Barbra Streisand                               | Barbra Streisand                               | Barbra Streisand                               | Barbra Streisand                               | Barbra Streisand                               | Barbra Streisand                               | Barbra Streisand                               | Barbra Streisand                               | Barbra Streisand                               | Barbra Streisand                               | Barbra Streisand                               | Barbra Streisand                               | Barbra Streisand                               | Barbra Streisand                               | Barbra Streisand                               | Barbra Streisand                               | Barbra Streisand                               | Barbra Streisand                               | Barbra Streisand                               | Barbra Streisand                               | Barbra Streisand                               | Barbra Streisand                               | Barbra Streisand                               | Barbra Streisand                               | Barbra Streisand                               | Barbra Streisand                               | Barbra Streisand                               | Barbra Streisand                               | Barbra Streisand                               | Barbra Streisand                               | Barbra Streisand                               | Barbra Streisand                               | Barbra Streisand                               | Barbra Streisand                               | Barbra Streisand                               | Barbra Streisand                               | Barbra Streisand                               | Barbra Streisand                               | Barbra Streisand                               | Barbra Streisand                               | Barbra Streisand                               | Barbra Streisand                               | Barbra Streisand                               | Barbra Streisand                               | Barbra Streisand                               | Barbra Streisand                               | Barbra Streisand                               | Barbra Streisand                               | Barbra Streisand                               | Barbra Streisand                               | Barbra Streisand                               | Barbra Streisand                               | Barbra Streisand                               | Barbra Streisand                               | Barbra Streisand                               | Barbra Streisand                               | Barbra Streisand                               | Barbra Streisand                               | Barbra Streisand                               | Barbra Streisand                               | Barbra Streisand                               | Barbra Streisand                               | Barbra Streisand                               | Barbra Streisand                               | Barbra Streisand                               | Barbra Streisand                               | Barbra Streisand                               | Barbra Streisand                               | Barbra Streisand                               | Barbra Streisand                               | Barbra Streisand                               | Barbra Streisand                               | Barbra Streisand                               | Barbra Streisand                               | Barbra Streisand                               | Barbra Streisand                               | Barbra Streisand                               | Barbra Streisand                               | Barbra Streisand                               | Salvată de Tudor                 | Salvată de Tudor                 | Salvată de Tudor                 | Salvată de Tudor                 | Salvată de Tudor                 | Salvată de Tudor                 | Salvată de Tudor                 | Salvată de Tudor                 | Salvată de Tudor                 | Salvată de Tudor                 | Salvată de Tudor                 | Salvată de Tudor                 | Salvată de Tudor                 | Salvată de Tudor                 | Salvată de Tudor                 | Salvată de Tudor                 | Salvată de Tudor                 | Salvată de Tudor                 | Salvată de Tudor                 | Salvată de Tudor                 | Salvată de Tudor                 | Salvată de Tudor                 | Salvată de Tudor                 | Salvată de Tudor                 | Salvată de Tudor                 | Salvată de Tudor                 | Salvată de Tudor                 | Salvată de Tudor                 | Salvată de Tudor                 | Salvată de Tudor                 | Salvată de Tudor                 | Salvată de Tudor                 | Salvată de Tudor                 | Salvată de Tudor                 | Salvată de Tudor                 | Salvată de Tudor                 | Salvată de Tudor                 | Salvată de Tudor                 | Salvată de Tudor                 | Salvată de Tudor                 | Salvată de Tudor                 | Salvată de Tudor                 | Salvată de Tudor                 | Salvată de Tudor                 | Salvată de Tudor                 | Salvată de Tudor                 | Salvată de Tudor                 | Salvată de Tudor                 | Salvată de Tudor                 | Salvată de Tudor                 | Salvată de Tudor                 | Salvată de Tudor                 | Salvată de Tudor                 | Salvată de Tudor                 | Salvată de Tudor                 | Salvată de Tudor                 | Salvată de Tudor                 | Salvată de Tudor                 | Salvată de Tudor                 | Salvată de Tudor                 | Salvată de Tudor                 | Salvată de Tudor                 | Salvată de Tudor                 | Salvată de Tudor                 | Salvată de Tudor                 | Salvată de Tudor                 | Salvată de Tudor                 | Salvată de Tudor                 | Salvată de Tudor                 | Salvată de Tudor                 | Salvată de Tudor                 | Salvată de Tudor                 | Salvată de Tudor                 | Salvată de Tudor                 | Salvată de Tudor                 | Salvată de Tudor                 | Salvată de Tudor                 | Salvată de Tudor                 | Salvată de Tudor                 | Salvată de Tudor                 | Salvată de Tudor                 | Salvată de Tudor                 | Salvată de Tudor                 | Salvată de Tudor                 | Salvată de Tudor                 | Salvată de Tudor                 | Salvată de Tudor                 | Salvată de Tudor                 | Salvată de Tudor                 | Salvată de Tudor                 | Salvată de Tudor                 | Salvată de Tudor                 | Salvată de Tudor                 | Salvată de Tudor                 | Salvată de Tudor                 | Salvată de Tudor                 | Salvată de Tudor                 | Salvată de Tudor                 | Salvată de Tudor                 | Salvată de Tudor                 |
| 13       | 13       | 13       | 13       | 13       | 13       | 13       | 13       | 13       | 13       | 13       | 13       | 13       | 13       | 13       | 13       | 13       | 13       | 13       | 13       | 13       | 13       | 13       | 13       | 13       | 13       | 13       | 13       | 13       | 13       | 13       | 13       | 13       | 13       | 13       | 13       | 13       | 13       | 13       | 13       | 13       | 13       | 13       | 13       | 13       | 13       | 13       | 13       | 13       | 13       | 13       | 13       | 13       | 13       | 13       | 13       | 13       | 13       | 13       | 13       | 13       | 13       | 13       | 13       | 13       | 13       | 13       | 13       | 13       | 13       | 13       | 13       | 13       | 13       | 13       | 13       | 13       | 13       | 13       | 13       | 13       | 13       | 13       | 13       | 13       | 13       | 13       | 13       | 13       | 13       | 13       | 13       | 13       | 13       | 13       | 13       | 13       | 13       | 13       | 13       | Knockouturi         | Knockouturi         | Knockouturi         | Knockouturi         | Knockouturi         | Knockouturi         | Knockouturi         | Knockouturi         | Knockouturi         | Knockouturi         | Knockouturi         | Knockouturi         | Knockouturi         | Knockouturi         | Knockouturi         | Knockouturi         | Knockouturi         | Knockouturi         | Knockouturi         | Knockouturi         | Knockouturi         | Knockouturi         | Knockouturi         | Knockouturi         | Knockouturi         | Knockouturi         | Knockouturi         | Knockouturi         | Knockouturi         | Knockouturi         | Knockouturi         | Knockouturi         | Knockouturi         | Knockouturi         | Knockouturi         | Knockouturi         | Knockouturi         | Knockouturi         | Knockouturi         | Knockouturi         | Knockouturi         | Knockouturi         | Knockouturi         | Knockouturi         | Knockouturi         | Knockouturi         | Knockouturi         | Knockouturi         | Knockouturi         | Knockouturi         | Knockouturi         | Knockouturi         | Knockouturi         | Knockouturi         | Knockouturi         | Knockouturi         | Knockouturi         | Knockouturi         | Knockouturi         | Knockouturi         | Knockouturi         | Knockouturi         | Knockouturi         | Knockouturi         | Knockouturi         | Knockouturi         | Knockouturi         | Knockouturi         | Knockouturi         | Knockouturi         | Knockouturi         | Knockouturi         | Knockouturi         | Knockouturi         | Knockouturi         | Knockouturi         | Knockouturi         | Knockouturi         | Knockouturi         | Knockouturi         | Knockouturi         | Knockouturi         | Knockouturi         | Knockouturi         | Knockouturi         | Knockouturi         | Knockouturi         | Knockouturi         | Knockouturi         | Knockouturi         | Knockouturi         | Knockouturi         | Knockouturi         | Knockouturi         | Knockouturi         | Knockouturi         | Knockouturi         | Knockouturi         | Knockouturi         | Knockouturi         | „Bang Bang (My Baby Shot Me Down)” (vs Dragoș Anghel și Evelina Vîrlan) | „Bang Bang (My Baby Shot Me Down)” (vs Dragoș Anghel și Evelina Vîrlan) | „Bang Bang (My Baby Shot Me Down)” (vs Dragoș Anghel și Evelina Vîrlan) | „Bang Bang (My Baby Shot Me Down)” (vs Dragoș Anghel și Evelina Vîrlan) | „Bang Bang (My Baby Shot Me Down)” (vs Dragoș Anghel și Evelina Vîrlan) | „Bang Bang (My Baby Shot Me Down)” (vs Dragoș Anghel și Evelina Vîrlan) | „Bang Bang (My Baby Shot Me Down)” (vs Dragoș Anghel și Evelina Vîrlan) | „Bang Bang (My Baby Shot Me Down)” (vs Dragoș Anghel și Evelina Vîrlan) | „Bang Bang (My Baby Shot Me Down)” (vs Dragoș Anghel și Evelina Vîrlan) | „Bang Bang (My Baby Shot Me Down)” (vs Dragoș Anghel și Evelina Vîrlan) | „Bang Bang (My Baby Shot Me Down)” (vs Dragoș Anghel și Evelina Vîrlan) | „Bang Bang (My Baby Shot Me Down)” (vs Dragoș Anghel și Evelina Vîrlan) | „Bang Bang (My Baby Shot Me Down)” (vs Dragoș Anghel și Evelina Vîrlan) | „Bang Bang (My Baby Shot Me Down)” (vs Dragoș Anghel și Evelina Vîrlan) | „Bang Bang (My Baby Shot Me Down)” (vs Dragoș Anghel și Evelina Vîrlan) | „Bang Bang (My Baby Shot Me Down)” (vs Dragoș Anghel și Evelina Vîrlan) | „Bang Bang (My Baby Shot Me Down)” (vs Dragoș Anghel și Evelina Vîrlan) | „Bang Bang (My Baby Shot Me Down)” (vs Dragoș Anghel și Evelina Vîrlan) | „Bang Bang (My Baby Shot Me Down)” (vs Dragoș Anghel și Evelina Vîrlan) | „Bang Bang (My Baby Shot Me Down)” (vs Dragoș Anghel și Evelina Vîrlan) | „Bang Bang (My Baby Shot Me Down)” (vs Dragoș Anghel și Evelina Vîrlan) | „Bang Bang (My Baby Shot Me Down)” (vs Dragoș Anghel și Evelina Vîrlan) | „Bang Bang (My Baby Shot Me Down)” (vs Dragoș Anghel și Evelina Vîrlan) | „Bang Bang (My Baby Shot Me Down)” (vs Dragoș Anghel și Evelina Vîrlan) | „Bang Bang (My Baby Shot Me Down)” (vs Dragoș Anghel și Evelina Vîrlan) | „Bang Bang (My Baby Shot Me Down)” (vs Dragoș Anghel și Evelina Vîrlan) | „Bang Bang (My Baby Shot Me Down)” (vs Dragoș Anghel și Evelina Vîrlan) | „Bang Bang (My Baby Shot Me Down)” (vs Dragoș Anghel și Evelina Vîrlan) | „Bang Bang (My Baby Shot Me Down)” (vs Dragoș Anghel și Evelina Vîrlan) | „Bang Bang (My Baby Shot Me Down)” (vs Dragoș Anghel și Evelina Vîrlan) | „Bang Bang (My Baby Shot Me Down)” (vs Dragoș Anghel și Evelina Vîrlan) | „Bang Bang (My Baby Shot Me Down)” (vs Dragoș Anghel și Evelina Vîrlan) | „Bang Bang (My Baby Shot Me Down)” (vs Dragoș Anghel și Evelina Vîrlan) | „Bang Bang (My Baby Shot Me Down)” (vs Dragoș Anghel și Evelina Vîrlan) | „Bang Bang (My Baby Shot Me Down)” (vs Dragoș Anghel și Evelina Vîrlan) | „Bang Bang (My Baby Shot Me Down)” (vs Dragoș Anghel și Evelina Vîrlan) | „Bang Bang (My Baby Shot Me Down)” (vs Dragoș Anghel și Evelina Vîrlan) | „Bang Bang (My Baby Shot Me Down)” (vs Dragoș Anghel și Evelina Vîrlan) | „Bang Bang (My Baby Shot Me Down)” (vs Dragoș Anghel și Evelina Vîrlan) | „Bang Bang (My Baby Shot Me Down)” (vs Dragoș Anghel și Evelina Vîrlan) | „Bang Bang (My Baby Shot Me Down)” (vs Dragoș Anghel și Evelina Vîrlan) | „Bang Bang (My Baby Shot Me Down)” (vs Dragoș Anghel și Evelina Vîrlan) | „Bang Bang (My Baby Shot Me Down)” (vs Dragoș Anghel și Evelina Vîrlan) | „Bang Bang (My Baby Shot Me Down)” (vs Dragoș Anghel și Evelina Vîrlan) | „Bang Bang (My Baby Shot Me Down)” (vs Dragoș Anghel și Evelina Vîrlan) | „Bang Bang (My Baby Shot Me Down)” (vs Dragoș Anghel și Evelina Vîrlan) | „Bang Bang (My Baby Shot Me Down)” (vs Dragoș Anghel și Evelina Vîrlan) | „Bang Bang (My Baby Shot Me Down)” (vs Dragoș Anghel și Evelina Vîrlan) | „Bang Bang (My Baby Shot Me Down)” (vs Dragoș Anghel și Evelina Vîrlan) | „Bang Bang (My Baby Shot Me Down)” (vs Dragoș Anghel și Evelina Vîrlan) | „Bang Bang (My Baby Shot Me Down)” (vs Dragoș Anghel și Evelina Vîrlan) | „Bang Bang (My Baby Shot Me Down)” (vs Dragoș Anghel și Evelina Vîrlan) | „Bang Bang (My Baby Shot Me Down)” (vs Dragoș Anghel și Evelina Vîrlan) | „Bang Bang (My Baby Shot Me Down)” (vs Dragoș Anghel și Evelina Vîrlan) | „Bang Bang (My Baby Shot Me Down)” (vs Dragoș Anghel și Evelina Vîrlan) | „Bang Bang (My Baby Shot Me Down)” (vs Dragoș Anghel și Evelina Vîrlan) | „Bang Bang (My Baby Shot Me Down)” (vs Dragoș Anghel și Evelina Vîrlan) | „Bang Bang (My Baby Shot Me Down)” (vs Dragoș Anghel și Evelina Vîrlan) | „Bang Bang (My Baby Shot Me Down)” (vs Dragoș Anghel și Evelina Vîrlan) | „Bang Bang (My Baby Shot Me Down)” (vs Dragoș Anghel și Evelina Vîrlan) | „Bang Bang (My Baby Shot Me Down)” (vs Dragoș Anghel și Evelina Vîrlan) | „Bang Bang (My Baby Shot Me Down)” (vs Dragoș Anghel și Evelina Vîrlan) | „Bang Bang (My Baby Shot Me Down)” (vs Dragoș Anghel și Evelina Vîrlan) | „Bang Bang (My Baby Shot Me Down)” (vs Dragoș Anghel și Evelina Vîrlan) | „Bang Bang (My Baby Shot Me Down)” (vs Dragoș Anghel și Evelina Vîrlan) | „Bang Bang (My Baby Shot Me Down)” (vs Dragoș Anghel și Evelina Vîrlan) | „Bang Bang (My Baby Shot Me Down)” (vs Dragoș Anghel și Evelina Vîrlan) | „Bang Bang (My Baby Shot Me Down)” (vs Dragoș Anghel și Evelina Vîrlan) | „Bang Bang (My Baby Shot Me Down)” (vs Dragoș Anghel și Evelina Vîrlan) | „Bang Bang (My Baby Shot Me Down)” (vs Dragoș Anghel și Evelina Vîrlan) | „Bang Bang (My Baby Shot Me Down)” (vs Dragoș Anghel și Evelina Vîrlan) | „Bang Bang (My Baby Shot Me Down)” (vs Dragoș Anghel și Evelina Vîrlan) | „Bang Bang (My Baby Shot Me Down)” (vs Dragoș Anghel și Evelina Vîrlan) | „Bang Bang (My Baby Shot Me Down)” (vs Dragoș Anghel și Evelina Vîrlan) | „Bang Bang (My Baby Shot Me Down)” (vs Dragoș Anghel și Evelina Vîrlan) | „Bang Bang (My Baby Shot Me Down)” (vs Dragoș Anghel și Evelina Vîrlan) | „Bang Bang (My Baby Shot Me Down)” (vs Dragoș Anghel și Evelina Vîrlan) | „Bang Bang (My Baby Shot Me Down)” (vs Dragoș Anghel și Evelina Vîrlan) | „Bang Bang (My Baby Shot Me Down)” (vs Dragoș Anghel și Evelina Vîrlan) | „Bang Bang (My Baby Shot Me Down)” (vs Dragoș Anghel și Evelina Vîrlan) | „Bang Bang (My Baby Shot Me Down)” (vs Dragoș Anghel și Evelina Vîrlan) | „Bang Bang (My Baby Shot Me Down)” (vs Dragoș Anghel și Evelina Vîrlan) | „Bang Bang (My Baby Shot Me Down)” (vs Dragoș Anghel și Evelina Vîrlan) | „Bang Bang (My Baby Shot Me Down)” (vs Dragoș Anghel și Evelina Vîrlan) | „Bang Bang (My Baby Shot Me Down)” (vs Dragoș Anghel și Evelina Vîrlan) | „Bang Bang (My Baby Shot Me Down)” (vs Dragoș Anghel și Evelina Vîrlan) | „Bang Bang (My Baby Shot Me Down)” (vs Dragoș Anghel și Evelina Vîrlan) | „Bang Bang (My Baby Shot Me Down)” (vs Dragoș Anghel și Evelina Vîrlan) | „Bang Bang (My Baby Shot Me Down)” (vs Dragoș Anghel și Evelina Vîrlan) | „Bang Bang (My Baby Shot Me Down)” (vs Dragoș Anghel și Evelina Vîrlan) | „Bang Bang (My Baby Shot Me Down)” (vs Dragoș Anghel și Evelina Vîrlan) | „Bang Bang (My Baby Shot Me Down)” (vs Dragoș Anghel și Evelina Vîrlan) | „Bang Bang (My Baby Shot Me Down)” (vs Dragoș Anghel și Evelina Vîrlan) | „Bang Bang (My Baby Shot Me Down)” (vs Dragoș Anghel și Evelina Vîrlan) | „Bang Bang (My Baby Shot Me Down)” (vs Dragoș Anghel și Evelina Vîrlan) | „Bang Bang (My Baby Shot Me Down)” (vs Dragoș Anghel și Evelina Vîrlan) | „Bang Bang (My Baby Shot Me Down)” (vs Dragoș Anghel și Evelina Vîrlan) | „Bang Bang (My Baby Shot Me Down)” (vs Dragoș Anghel și Evelina Vîrlan) | „Bang Bang (My Baby Shot Me Down)” (vs Dragoș Anghel și Evelina Vîrlan) | „Bang Bang (My Baby Shot Me Down)” (vs Dragoș Anghel și Evelina Vîrlan) | Cher                                           | Cher                                           | Cher                                           | Cher                                           | Cher                                           | Cher                                           | Cher                                           | Cher                                           | Cher                                           | Cher                                           | Cher                                           | Cher                                           | Cher                                           | Cher                                           | Cher                                           | Cher                                           | Cher                                           | Cher                                           | Cher                                           | Cher                                           | Cher                                           | Cher                                           | Cher                                           | Cher                                           | Cher                                           | Cher                                           | Cher                                           | Cher                                           | Cher                                           | Cher                                           | Cher                                           | Cher                                           | Cher                                           | Cher                                           | Cher                                           | Cher                                           | Cher                                           | Cher                                           | Cher                                           | Cher                                           | Cher                                           | Cher                                           | Cher                                           | Cher                                           | Cher                                           | Cher                                           | Cher                                           | Cher                                           | Cher                                           | Cher                                           | Cher                                           | Cher                                           | Cher                                           | Cher                                           | Cher                                           | Cher                                           | Cher                                           | Cher                                           | Cher                                           | Cher                                           | Cher                                           | Cher                                           | Cher                                           | Cher                                           | Cher                                           | Cher                                           | Cher                                           | Cher                                           | Cher                                           | Cher                                           | Cher                                           | Cher                                           | Cher                                           | Cher                                           | Cher                                           | Cher                                           | Cher                                           | Cher                                           | Cher                                           | Cher                                           | Cher                                           | Cher                                           | Cher                                           | Cher                                           | Cher                                           | Cher                                           | Cher                                           | Cher                                           | Cher                                           | Cher                                           | Cher                                           | Cher                                           | Cher                                           | Cher                                           | Cher                                           | Cher                                           | Cher                                           | Cher                                           | Cher                                           | Cher                                           | Salvată de Tudor                 | Salvată de Tudor                 | Salvată de Tudor                 | Salvată de Tudor                 | Salvată de Tudor                 | Salvată de Tudor                 | Salvată de Tudor                 | Salvată de Tudor                 | Salvată de Tudor                 | Salvată de Tudor                 | Salvată de Tudor                 | Salvată de Tudor                 | Salvată de Tudor                 | Salvată de Tudor                 | Salvată de Tudor                 | Salvată de Tudor                 | Salvată de Tudor                 | Salvată de Tudor                 | Salvată de Tudor                 | Salvată de Tudor                 | Salvată de Tudor                 | Salvată de Tudor                 | Salvată de Tudor                 | Salvată de Tudor                 | Salvată de Tudor                 | Salvată de Tudor                 | Salvată de Tudor                 | Salvată de Tudor                 | Salvată de Tudor                 | Salvată de Tudor                 | Salvată de Tudor                 | Salvată de Tudor                 | Salvată de Tudor                 | Salvată de Tudor                 | Salvată de Tudor                 | Salvată de Tudor                 | Salvată de Tudor                 | Salvată de Tudor                 | Salvată de Tudor                 | Salvată de Tudor                 | Salvată de Tudor                 | Salvată de Tudor                 | Salvată de Tudor                 | Salvată de Tudor                 | Salvată de Tudor                 | Salvată de Tudor                 | Salvată de Tudor                 | Salvată de Tudor                 | Salvată de Tudor                 | Salvată de Tudor                 | Salvată de Tudor                 | Salvată de Tudor                 | Salvată de Tudor                 | Salvată de Tudor                 | Salvată de Tudor                 | Salvată de Tudor                 | Salvată de Tudor                 | Salvată de Tudor                 | Salvată de Tudor                 | Salvată de Tudor                 | Salvată de Tudor                 | Salvată de Tudor                 | Salvată de Tudor                 | Salvată de Tudor                 | Salvată de Tudor                 | Salvată de Tudor                 | Salvată de Tudor                 | Salvată de Tudor                 | Salvată de Tudor                 | Salvată de Tudor                 | Salvată de Tudor                 | Salvată de Tudor                 | Salvată de Tudor                 | Salvată de Tudor                 | Salvată de Tudor                 | Salvată de Tudor                 | Salvată de Tudor                 | Salvată de Tudor                 | Salvată de Tudor                 | Salvată de Tudor                 | Salvată de Tudor                 | Salvată de Tudor                 | Salvată de Tudor                 | Salvată de Tudor                 | Salvată de Tudor                 | Salvată de Tudor                 | Salvată de Tudor                 | Salvată de Tudor                 | Salvată de Tudor                 | Salvată de Tudor                 | Salvată de Tudor                 | Salvată de Tudor                 | Salvată de Tudor                 | Salvată de Tudor                 | Salvată de Tudor                 | Salvată de Tudor                 | Salvată de Tudor                 | Salvată de Tudor                 | Salvată de Tudor                 | Salvată de Tudor                 |
| 14       | 14       | 14       | 14       | 14       | 14       | 14       | 14       | 14       | 14       | 14       | 14       | 14       | 14       | 14       | 14       | 14       | 14       | 14       | 14       | 14       | 14       | 14       | 14       | 14       | 14       | 14       | 14       | 14       | 14       | 14       | 14       | 14       | 14       | 14       | 14       | 14       | 14       | 14       | 14       | 14       | 14       | 14       | 14       | 14       | 14       | 14       | 14       | 14       | 14       | 14       | 14       | 14       | 14       | 14       | 14       | 14       | 14       | 14       | 14       | 14       | 14       | 14       | 14       | 14       | 14       | 14       | 14       | 14       | 14       | 14       | 14       | 14       | 14       | 14       | 14       | 14       | 14       | 14       | 14       | 14       | 14       | 14       | 14       | 14       | 14       | 14       | 14       | 14       | 14       | 14       | 14       | 14       | 14       | 14       | 14       | 14       | 14       | 14       | 14       | Top 12              | Top 12              | Top 12              | Top 12              | Top 12              | Top 12              | Top 12              | Top 12              | Top 12              | Top 12              | Top 12              | Top 12              | Top 12              | Top 12              | Top 12              | Top 12              | Top 12              | Top 12              | Top 12              | Top 12              | Top 12              | Top 12              | Top 12              | Top 12              | Top 12              | Top 12              | Top 12              | Top 12              | Top 12              | Top 12              | Top 12              | Top 12              | Top 12              | Top 12              | Top 12              | Top 12              | Top 12              | Top 12              | Top 12              | Top 12              | Top 12              | Top 12              | Top 12              | Top 12              | Top 12              | Top 12              | Top 12              | Top 12              | Top 12              | Top 12              | Top 12              | Top 12              | Top 12              | Top 12              | Top 12              | Top 12              | Top 12              | Top 12              | Top 12              | Top 12              | Top 12              | Top 12              | Top 12              | Top 12              | Top 12              | Top 12              | Top 12              | Top 12              | Top 12              | Top 12              | Top 12              | Top 12              | Top 12              | Top 12              | Top 12              | Top 12              | Top 12              | Top 12              | Top 12              | Top 12              | Top 12              | Top 12              | Top 12              | Top 12              | Top 12              | Top 12              | Top 12              | Top 12              | Top 12              | Top 12              | Top 12              | Top 12              | Top 12              | Top 12              | Top 12              | Top 12              | Top 12              | Top 12              | Top 12              | Top 12              | „Lascia ch'io pianga”                                                   | „Lascia ch'io pianga”                                                   | „Lascia ch'io pianga”                                                   | „Lascia ch'io pianga”                                                   | „Lascia ch'io pianga”                                                   | „Lascia ch'io pianga”                                                   | „Lascia ch'io pianga”                                                   | „Lascia ch'io pianga”                                                   | „Lascia ch'io pianga”                                                   | „Lascia ch'io pianga”                                                   | „Lascia ch'io pianga”                                                   | „Lascia ch'io pianga”                                                   | „Lascia ch'io pianga”                                                   | „Lascia ch'io pianga”                                                   | „Lascia ch'io pianga”                                                   | „Lascia ch'io pianga”                                                   | „Lascia ch'io pianga”                                                   | „Lascia ch'io pianga”                                                   | „Lascia ch'io pianga”                                                   | „Lascia ch'io pianga”                                                   | „Lascia ch'io pianga”                                                   | „Lascia ch'io pianga”                                                   | „Lascia ch'io pianga”                                                   | „Lascia ch'io pianga”                                                   | „Lascia ch'io pianga”                                                   | „Lascia ch'io pianga”                                                   | „Lascia ch'io pianga”                                                   | „Lascia ch'io pianga”                                                   | „Lascia ch'io pianga”                                                   | „Lascia ch'io pianga”                                                   | „Lascia ch'io pianga”                                                   | „Lascia ch'io pianga”                                                   | „Lascia ch'io pianga”                                                   | „Lascia ch'io pianga”                                                   | „Lascia ch'io pianga”                                                   | „Lascia ch'io pianga”                                                   | „Lascia ch'io pianga”                                                   | „Lascia ch'io pianga”                                                   | „Lascia ch'io pianga”                                                   | „Lascia ch'io pianga”                                                   | „Lascia ch'io pianga”                                                   | „Lascia ch'io pianga”                                                   | „Lascia ch'io pianga”                                                   | „Lascia ch'io pianga”                                                   | „Lascia ch'io pianga”                                                   | „Lascia ch'io pianga”                                                   | „Lascia ch'io pianga”                                                   | „Lascia ch'io pianga”                                                   | „Lascia ch'io pianga”                                                   | „Lascia ch'io pianga”                                                   | „Lascia ch'io pianga”                                                   | „Lascia ch'io pianga”                                                   | „Lascia ch'io pianga”                                                   | „Lascia ch'io pianga”                                                   | „Lascia ch'io pianga”                                                   | „Lascia ch'io pianga”                                                   | „Lascia ch'io pianga”                                                   | „Lascia ch'io pianga”                                                   | „Lascia ch'io pianga”                                                   | „Lascia ch'io pianga”                                                   | „Lascia ch'io pianga”                                                   | „Lascia ch'io pianga”                                                   | „Lascia ch'io pianga”                                                   | „Lascia ch'io pianga”                                                   | „Lascia ch'io pianga”                                                   | „Lascia ch'io pianga”                                                   | „Lascia ch'io pianga”                                                   | „Lascia ch'io pianga”                                                   | „Lascia ch'io pianga”                                                   | „Lascia ch'io pianga”                                                   | „Lascia ch'io pianga”                                                   | „Lascia ch'io pianga”                                                   | „Lascia ch'io pianga”                                                   | „Lascia ch'io pianga”                                                   | „Lascia ch'io pianga”                                                   | „Lascia ch'io pianga”                                                   | „Lascia ch'io pianga”                                                   | „Lascia ch'io pianga”                                                   | „Lascia ch'io pianga”                                                   | „Lascia ch'io pianga”                                                   | „Lascia ch'io pianga”                                                   | „Lascia ch'io pianga”                                                   | „Lascia ch'io pianga”                                                   | „Lascia ch'io pianga”                                                   | „Lascia ch'io pianga”                                                   | „Lascia ch'io pianga”                                                   | „Lascia ch'io pianga”                                                   | „Lascia ch'io pianga”                                                   | „Lascia ch'io pianga”                                                   | „Lascia ch'io pianga”                                                   | „Lascia ch'io pianga”                                                   | „Lascia ch'io pianga”                                                   | „Lascia ch'io pianga”                                                   | „Lascia ch'io pianga”                                                   | „Lascia ch'io pianga”                                                   | „Lascia ch'io pianga”                                                   | „Lascia ch'io pianga”                                                   | „Lascia ch'io pianga”                                                   | „Lascia ch'io pianga”                                                   | „Lascia ch'io pianga”                                                   | Isabella Girardeau                             | Isabella Girardeau                             | Isabella Girardeau                             | Isabella Girardeau                             | Isabella Girardeau                             | Isabella Girardeau                             | Isabella Girardeau                             | Isabella Girardeau                             | Isabella Girardeau                             | Isabella Girardeau                             | Isabella Girardeau                             | Isabella Girardeau                             | Isabella Girardeau                             | Isabella Girardeau                             | Isabella Girardeau                             | Isabella Girardeau                             | Isabella Girardeau                             | Isabella Girardeau                             | Isabella Girardeau                             | Isabella Girardeau                             | Isabella Girardeau                             | Isabella Girardeau                             | Isabella Girardeau                             | Isabella Girardeau                             | Isabella Girardeau                             | Isabella Girardeau                             | Isabella Girardeau                             | Isabella Girardeau                             | Isabella Girardeau                             | Isabella Girardeau                             | Isabella Girardeau                             | Isabella Girardeau                             | Isabella Girardeau                             | Isabella Girardeau                             | Isabella Girardeau                             | Isabella Girardeau                             | Isabella Girardeau                             | Isabella Girardeau                             | Isabella Girardeau                             | Isabella Girardeau                             | Isabella Girardeau                             | Isabella Girardeau                             | Isabella Girardeau                             | Isabella Girardeau                             | Isabella Girardeau                             | Isabella Girardeau                             | Isabella Girardeau                             | Isabella Girardeau                             | Isabella Girardeau                             | Isabella Girardeau                             | Isabella Girardeau                             | Isabella Girardeau                             | Isabella Girardeau                             | Isabella Girardeau                             | Isabella Girardeau                             | Isabella Girardeau                             | Isabella Girardeau                             | Isabella Girardeau                             | Isabella Girardeau                             | Isabella Girardeau                             | Isabella Girardeau                             | Isabella Girardeau                             | Isabella Girardeau                             | Isabella Girardeau                             | Isabella Girardeau                             | Isabella Girardeau                             | Isabella Girardeau                             | Isabella Girardeau                             | Isabella Girardeau                             | Isabella Girardeau                             | Isabella Girardeau                             | Isabella Girardeau                             | Isabella Girardeau                             | Isabella Girardeau                             | Isabella Girardeau                             | Isabella Girardeau                             | Isabella Girardeau                             | Isabella Girardeau                             | Isabella Girardeau                             | Isabella Girardeau                             | Isabella Girardeau                             | Isabella Girardeau                             | Isabella Girardeau                             | Isabella Girardeau                             | Isabella Girardeau                             | Isabella Girardeau                             | Isabella Girardeau                             | Isabella Girardeau                             | Isabella Girardeau                             | Isabella Girardeau                             | Isabella Girardeau                             | Isabella Girardeau                             | Isabella Girardeau                             | Isabella Girardeau                             | Isabella Girardeau                             | Isabella Girardeau                             | Isabella Girardeau                             | Isabella Girardeau                             | Isabella Girardeau                             | Isabella Girardeau                             | Salvată de public                | Salvată de public                | Salvată de public                | Salvată de public                | Salvată de public                | Salvată de public                | Salvată de public                | Salvată de public                | Salvată de public                | Salvată de public                | Salvată de public                | Salvată de public                | Salvată de public                | Salvată de public                | Salvată de public                | Salvată de public                | Salvată de public                | Salvată de public                | Salvată de public                | Salvată de public                | Salvată de public                | Salvată de public                | Salvată de public                | Salvată de public                | Salvată de public                | Salvată de public                | Salvată de public                | Salvată de public                | Salvată de public                | Salvată de public                | Salvată de public                | Salvată de public                | Salvată de public                | Salvată de public                | Salvată de public                | Salvată de public                | Salvată de public                | Salvată de public                | Salvată de public                | Salvată de public                | Salvată de public                | Salvată de public                | Salvată de public                | Salvată de public                | Salvată de public                | Salvată de public                | Salvată de public                | Salvată de public                | Salvată de public                | Salvată de public                | Salvată de public                | Salvată de public                | Salvată de public                | Salvată de public                | Salvată de public                | Salvată de public                | Salvată de public                | Salvată de public                | Salvată de public                | Salvată de public                | Salvată de public                | Salvată de public                | Salvată de public                | Salvată de public                | Salvată de public                | Salvată de public                | Salvată de public                | Salvată de public                | Salvată de public                | Salvată de public                | Salvată de public                | Salvată de public                | Salvată de public                | Salvată de public                | Salvată de public                | Salvată de public                | Salvată de public                | Salvată de public                | Salvată de public                | Salvată de public                | Salvată de public                | Salvată de public                | Salvată de public                | Salvată de public                | Salvată de public                | Salvată de public                | Salvată de public                | Salvată de public                | Salvată de public                | Salvată de public                | Salvată de public                | Salvată de public                | Salvată de public                | Salvată de public                | Salvată de public                | Salvată de public                | Salvată de public                | Salvată de public                | Salvată de public                | Salvată de public                |
| 15       | 15       | 15       | 15       | 15       | 15       | 15       | 15       | 15       | 15       | 15       | 15       | 15       | 15       | 15       | 15       | 15       | 15       | 15       | 15       | 15       | 15       | 15       | 15       | 15       | 15       | 15       | 15       | 15       | 15       | 15       | 15       | 15       | 15       | 15       | 15       | 15       | 15       | 15       | 15       | 15       | 15       | 15       | 15       | 15       | 15       | 15       | 15       | 15       | 15       | 15       | 15       | 15       | 15       | 15       | 15       | 15       | 15       | 15       | 15       | 15       | 15       | 15       | 15       | 15       | 15       | 15       | 15       | 15       | 15       | 15       | 15       | 15       | 15       | 15       | 15       | 15       | 15       | 15       | 15       | 15       | 15       | 15       | 15       | 15       | 15       | 15       | 15       | 15       | 15       | 15       | 15       | 15       | 15       | 15       | 15       | 15       | 15       | 15       | 15       | Semifinala          | Semifinala          | Semifinala          | Semifinala          | Semifinala          | Semifinala          | Semifinala          | Semifinala          | Semifinala          | Semifinala          | Semifinala          | Semifinala          | Semifinala          | Semifinala          | Semifinala          | Semifinala          | Semifinala          | Semifinala          | Semifinala          | Semifinala          | Semifinala          | Semifinala          | Semifinala          | Semifinala          | Semifinala          | Semifinala          | Semifinala          | Semifinala          | Semifinala          | Semifinala          | Semifinala          | Semifinala          | Semifinala          | Semifinala          | Semifinala          | Semifinala          | Semifinala          | Semifinala          | Semifinala          | Semifinala          | Semifinala          | Semifinala          | Semifinala          | Semifinala          | Semifinala          | Semifinala          | Semifinala          | Semifinala          | Semifinala          | Semifinala          | Semifinala          | Semifinala          | Semifinala          | Semifinala          | Semifinala          | Semifinala          | Semifinala          | Semifinala          | Semifinala          | Semifinala          | Semifinala          | Semifinala          | Semifinala          | Semifinala          | Semifinala          | Semifinala          | Semifinala          | Semifinala          | Semifinala          | Semifinala          | Semifinala          | Semifinala          | Semifinala          | Semifinala          | Semifinala          | Semifinala          | Semifinala          | Semifinala          | Semifinala          | Semifinala          | Semifinala          | Semifinala          | Semifinala          | Semifinala          | Semifinala          | Semifinala          | Semifinala          | Semifinala          | Semifinala          | Semifinala          | Semifinala          | Semifinala          | Semifinala          | Semifinala          | Semifinala          | Semifinala          | Semifinala          | Semifinala          | Semifinala          | Semifinala          | „Creep” (vs Ramona Nerra)                                               | „Creep” (vs Ramona Nerra)                                               | „Creep” (vs Ramona Nerra)                                               | „Creep” (vs Ramona Nerra)                                               | „Creep” (vs Ramona Nerra)                                               | „Creep” (vs Ramona Nerra)                                               | „Creep” (vs Ramona Nerra)                                               | „Creep” (vs Ramona Nerra)                                               | „Creep” (vs Ramona Nerra)                                               | „Creep” (vs Ramona Nerra)                                               | „Creep” (vs Ramona Nerra)                                               | „Creep” (vs Ramona Nerra)                                               | „Creep” (vs Ramona Nerra)                                               | „Creep” (vs Ramona Nerra)                                               | „Creep” (vs Ramona Nerra)                                               | „Creep” (vs Ramona Nerra)                                               | „Creep” (vs Ramona Nerra)                                               | „Creep” (vs Ramona Nerra)                                               | „Creep” (vs Ramona Nerra)                                               | „Creep” (vs Ramona Nerra)                                               | „Creep” (vs Ramona Nerra)                                               | „Creep” (vs Ramona Nerra)                                               | „Creep” (vs Ramona Nerra)                                               | „Creep” (vs Ramona Nerra)                                               | „Creep” (vs Ramona Nerra)                                               | „Creep” (vs Ramona Nerra)                                               | „Creep” (vs Ramona Nerra)                                               | „Creep” (vs Ramona Nerra)                                               | „Creep” (vs Ramona Nerra)                                               | „Creep” (vs Ramona Nerra)                                               | „Creep” (vs Ramona Nerra)                                               | „Creep” (vs Ramona Nerra)                                               | „Creep” (vs Ramona Nerra)                                               | „Creep” (vs Ramona Nerra)                                               | „Creep” (vs Ramona Nerra)                                               | „Creep” (vs Ramona Nerra)                                               | „Creep” (vs Ramona Nerra)                                               | „Creep” (vs Ramona Nerra)                                               | „Creep” (vs Ramona Nerra)                                               | „Creep” (vs Ramona Nerra)                                               | „Creep” (vs Ramona Nerra)                                               | „Creep” (vs Ramona Nerra)                                               | „Creep” (vs Ramona Nerra)                                               | „Creep” (vs Ramona Nerra)                                               | „Creep” (vs Ramona Nerra)                                               | „Creep” (vs Ramona Nerra)                                               | „Creep” (vs Ramona Nerra)                                               | „Creep” (vs Ramona Nerra)                                               | „Creep” (vs Ramona Nerra)                                               | „Creep” (vs Ramona Nerra)                                               | „Creep” (vs Ramona Nerra)                                               | „Creep” (vs Ramona Nerra)                                               | „Creep” (vs Ramona Nerra)                                               | „Creep” (vs Ramona Nerra)                                               | „Creep” (vs Ramona Nerra)                                               | „Creep” (vs Ramona Nerra)                                               | „Creep” (vs Ramona Nerra)                                               | „Creep” (vs Ramona Nerra)                                               | „Creep” (vs Ramona Nerra)                                               | „Creep” (vs Ramona Nerra)                                               | „Creep” (vs Ramona Nerra)                                               | „Creep” (vs Ramona Nerra)                                               | „Creep” (vs Ramona Nerra)                                               | „Creep” (vs Ramona Nerra)                                               | „Creep” (vs Ramona Nerra)                                               | „Creep” (vs Ramona Nerra)                                               | „Creep” (vs Ramona Nerra)                                               | „Creep” (vs Ramona Nerra)                                               | „Creep” (vs Ramona Nerra)                                               | „Creep” (vs Ramona Nerra)                                               | „Creep” (vs Ramona Nerra)                                               | „Creep” (vs Ramona Nerra)                                               | „Creep” (vs Ramona Nerra)                                               | „Creep” (vs Ramona Nerra)                                               | „Creep” (vs Ramona Nerra)                                               | „Creep” (vs Ramona Nerra)                                               | „Creep” (vs Ramona Nerra)                                               | „Creep” (vs Ramona Nerra)                                               | „Creep” (vs Ramona Nerra)                                               | „Creep” (vs Ramona Nerra)                                               | „Creep” (vs Ramona Nerra)                                               | „Creep” (vs Ramona Nerra)                                               | „Creep” (vs Ramona Nerra)                                               | „Creep” (vs Ramona Nerra)                                               | „Creep” (vs Ramona Nerra)                                               | „Creep” (vs Ramona Nerra)                                               | „Creep” (vs Ramona Nerra)                                               | „Creep” (vs Ramona Nerra)                                               | „Creep” (vs Ramona Nerra)                                               | „Creep” (vs Ramona Nerra)                                               | „Creep” (vs Ramona Nerra)                                               | „Creep” (vs Ramona Nerra)                                               | „Creep” (vs Ramona Nerra)                                               | „Creep” (vs Ramona Nerra)                                               | „Creep” (vs Ramona Nerra)                                               | „Creep” (vs Ramona Nerra)                                               | „Creep” (vs Ramona Nerra)                                               | „Creep” (vs Ramona Nerra)                                               | „Creep” (vs Ramona Nerra)                                               | „Creep” (vs Ramona Nerra)                                               | Radiohead                                      | Radiohead                                      | Radiohead                                      | Radiohead                                      | Radiohead                                      | Radiohead                                      | Radiohead                                      | Radiohead                                      | Radiohead                                      | Radiohead                                      | Radiohead                                      | Radiohead                                      | Radiohead                                      | Radiohead                                      | Radiohead                                      | Radiohead                                      | Radiohead                                      | Radiohead                                      | Radiohead                                      | Radiohead                                      | Radiohead                                      | Radiohead                                      | Radiohead                                      | Radiohead                                      | Radiohead                                      | Radiohead                                      | Radiohead                                      | Radiohead                                      | Radiohead                                      | Radiohead                                      | Radiohead                                      | Radiohead                                      | Radiohead                                      | Radiohead                                      | Radiohead                                      | Radiohead                                      | Radiohead                                      | Radiohead                                      | Radiohead                                      | Radiohead                                      | Radiohead                                      | Radiohead                                      | Radiohead                                      | Radiohead                                      | Radiohead                                      | Radiohead                                      | Radiohead                                      | Radiohead                                      | Radiohead                                      | Radiohead                                      | Radiohead                                      | Radiohead                                      | Radiohead                                      | Radiohead                                      | Radiohead                                      | Radiohead                                      | Radiohead                                      | Radiohead                                      | Radiohead                                      | Radiohead                                      | Radiohead                                      | Radiohead                                      | Radiohead                                      | Radiohead                                      | Radiohead                                      | Radiohead                                      | Radiohead                                      | Radiohead                                      | Radiohead                                      | Radiohead                                      | Radiohead                                      | Radiohead                                      | Radiohead                                      | Radiohead                                      | Radiohead                                      | Radiohead                                      | Radiohead                                      | Radiohead                                      | Radiohead                                      | Radiohead                                      | Radiohead                                      | Radiohead                                      | Radiohead                                      | Radiohead                                      | Radiohead                                      | Radiohead                                      | Radiohead                                      | Radiohead                                      | Radiohead                                      | Radiohead                                      | Radiohead                                      | Radiohead                                      | Radiohead                                      | Radiohead                                      | Radiohead                                      | Radiohead                                      | Radiohead                                      | Radiohead                                      | Radiohead                                      | Radiohead                                      | Salvată de public                | Salvată de public                | Salvată de public                | Salvată de public                | Salvată de public                | Salvată de public                | Salvată de public                | Salvată de public                | Salvată de public                | Salvată de public                | Salvată de public                | Salvată de public                | Salvată de public                | Salvată de public                | Salvată de public                | Salvată de public                | Salvată de public                | Salvată de public                | Salvată de public                | Salvată de public                | Salvată de public                | Salvată de public                | Salvată de public                | Salvată de public                | Salvată de public                | Salvată de public                | Salvată de public                | Salvată de public                | Salvată de public                | Salvată de public                | Salvată de public                | Salvată de public                | Salvată de public                | Salvată de public                | Salvată de public                | Salvată de public                | Salvată de public                | Salvată de public                | Salvată de public                | Salvată de public                | Salvată de public                | Salvată de public                | Salvată de public                | Salvată de public                | Salvată de public                | Salvată de public                | Salvată de public                | Salvată de public                | Salvată de public                | Salvată de public                | Salvată de public                | Salvată de public                | Salvată de public                | Salvată de public                | Salvată de public                | Salvată de public                | Salvată de public                | Salvată de public                | Salvată de public                | Salvată de public                | Salvată de public                | Salvată de public                | Salvată de public                | Salvată de public                | Salvată de public                | Salvată de public                | Salvată de public                | Salvată de public                | Salvată de public                | Salvată de public                | Salvată de public                | Salvată de public                | Salvată de public                | Salvată de public                | Salvată de public                | Salvată de public                | Salvată de public                | Salvată de public                | Salvată de public                | Salvată de public                | Salvată de public                | Salvată de public                | Salvată de public                | Salvată de public                | Salvată de public                | Salvată de public                | Salvată de public                | Salvată de public                | Salvată de public                | Salvată de public                | Salvată de public                | Salvată de public                | Salvată de public                | Salvată de public                | Salvată de public                | Salvată de public                | Salvată de public                | Salvată de public                | Salvată de public                | Salvată de public                |
| 16       | 16       | 16       | 16       | 16       | 16       | 16       | 16       | 16       | 16       | 16       | 16       | 16       | 16       | 16       | 16       | 16       | 16       | 16       | 16       | 16       | 16       | 16       | 16       | 16       | 16       | 16       | 16       | 16       | 16       | 16       | 16       | 16       | 16       | 16       | 16       | 16       | 16       | 16       | 16       | 16       | 16       | 16       | 16       | 16       | 16       | 16       | 16       | 16       | 16       | 16       | 16       | 16       | 16       | 16       | 16       | 16       | 16       | 16       | 16       | 16       | 16       | 16       | 16       | 16       | 16       | 16       | 16       | 16       | 16       | 16       | 16       | 16       | 16       | 16       | 16       | 16       | 16       | 16       | 16       | 16       | 16       | 16       | 16       | 16       | 16       | 16       | 16       | 16       | 16       | 16       | 16       | 16       | 16       | 16       | 16       | 16       | 16       | 16       | 16       | Finala              | Finala              | Finala              | Finala              | Finala              | Finala              | Finala              | Finala              | Finala              | Finala              | Finala              | Finala              | Finala              | Finala              | Finala              | Finala              | Finala              | Finala              | Finala              | Finala              | Finala              | Finala              | Finala              | Finala              | Finala              | Finala              | Finala              | Finala              | Finala              | Finala              | Finala              | Finala              | Finala              | Finala              | Finala              | Finala              | Finala              | Finala              | Finala              | Finala              | Finala              | Finala              | Finala              | Finala              | Finala              | Finala              | Finala              | Finala              | Finala              | Finala              | Finala              | Finala              | Finala              | Finala              | Finala              | Finala              | Finala              | Finala              | Finala              | Finala              | Finala              | Finala              | Finala              | Finala              | Finala              | Finala              | Finala              | Finala              | Finala              | Finala              | Finala              | Finala              | Finala              | Finala              | Finala              | Finala              | Finala              | Finala              | Finala              | Finala              | Finala              | Finala              | Finala              | Finala              | Finala              | Finala              | Finala              | Finala              | Finala              | Finala              | Finala              | Finala              | Finala              | Finala              | Finala              | Finala              | Finala              | Finala              | Finala              | Finala              | „Cry Baby”                                                              | „Cry Baby”                                                              | „Cry Baby”                                                              | „Cry Baby”                                                              | „Cry Baby”                                                              | „Cry Baby”                                                              | „Cry Baby”                                                              | „Cry Baby”                                                              | „Cry Baby”                                                              | „Cry Baby”                                                              | „Cry Baby”                                                              | „Cry Baby”                                                              | „Cry Baby”                                                              | „Cry Baby”                                                              | „Cry Baby”                                                              | „Cry Baby”                                                              | „Cry Baby”                                                              | „Cry Baby”                                                              | „Cry Baby”                                                              | „Cry Baby”                                                              | „Cry Baby”                                                              | „Cry Baby”                                                              | „Cry Baby”                                                              | „Cry Baby”                                                              | „Cry Baby”                                                              | „Cry Baby”                                                              | „Cry Baby”                                                              | „Cry Baby”                                                              | „Cry Baby”                                                              | „Cry Baby”                                                              | „Cry Baby”                                                              | „Cry Baby”                                                              | „Cry Baby”                                                              | „Cry Baby”                                                              | „Cry Baby”                                                              | „Cry Baby”                                                              | „Cry Baby”                                                              | „Cry Baby”                                                              | „Cry Baby”                                                              | „Cry Baby”                                                              | „Cry Baby”                                                              | „Cry Baby”                                                              | „Cry Baby”                                                              | „Cry Baby”                                                              | „Cry Baby”                                                              | „Cry Baby”                                                              | „Cry Baby”                                                              | „Cry Baby”                                                              | „Cry Baby”                                                              | „Cry Baby”                                                              | „Cry Baby”                                                              | „Cry Baby”                                                              | „Cry Baby”                                                              | „Cry Baby”                                                              | „Cry Baby”                                                              | „Cry Baby”                                                              | „Cry Baby”                                                              | „Cry Baby”                                                              | „Cry Baby”                                                              | „Cry Baby”                                                              | „Cry Baby”                                                              | „Cry Baby”                                                              | „Cry Baby”                                                              | „Cry Baby”                                                              | „Cry Baby”                                                              | „Cry Baby”                                                              | „Cry Baby”                                                              | „Cry Baby”                                                              | „Cry Baby”                                                              | „Cry Baby”                                                              | „Cry Baby”                                                              | „Cry Baby”                                                              | „Cry Baby”                                                              | „Cry Baby”                                                              | „Cry Baby”                                                              | „Cry Baby”                                                              | „Cry Baby”                                                              | „Cry Baby”                                                              | „Cry Baby”                                                              | „Cry Baby”                                                              | „Cry Baby”                                                              | „Cry Baby”                                                              | „Cry Baby”                                                              | „Cry Baby”                                                              | „Cry Baby”                                                              | „Cry Baby”                                                              | „Cry Baby”                                                              | „Cry Baby”                                                              | „Cry Baby”                                                              | „Cry Baby”                                                              | „Cry Baby”                                                              | „Cry Baby”                                                              | „Cry Baby”                                                              | „Cry Baby”                                                              | „Cry Baby”                                                              | „Cry Baby”                                                              | „Cry Baby”                                                              | „Cry Baby”                                                              | „Cry Baby”                                                              | „Cry Baby”                                                              | Garnet Mimms and the Enchanters / Janis Joplin | Garnet Mimms and the Enchanters / Janis Joplin | Garnet Mimms and the Enchanters / Janis Joplin | Garnet Mimms and the Enchanters / Janis Joplin | Garnet Mimms and the Enchanters / Janis Joplin | Garnet Mimms and the Enchanters / Janis Joplin | Garnet Mimms and the Enchanters / Janis Joplin | Garnet Mimms and the Enchanters / Janis Joplin | Garnet Mimms and the Enchanters / Janis Joplin | Garnet Mimms and the Enchanters / Janis Joplin | Garnet Mimms and the Enchanters / Janis Joplin | Garnet Mimms and the Enchanters / Janis Joplin | Garnet Mimms and the Enchanters / Janis Joplin | Garnet Mimms and the Enchanters / Janis Joplin | Garnet Mimms and the Enchanters / Janis Joplin | Garnet Mimms and the Enchanters / Janis Joplin | Garnet Mimms and the Enchanters / Janis Joplin | Garnet Mimms and the Enchanters / Janis Joplin | Garnet Mimms and the Enchanters / Janis Joplin | Garnet Mimms and the Enchanters / Janis Joplin | Garnet Mimms and the Enchanters / Janis Joplin | Garnet Mimms and the Enchanters / Janis Joplin | Garnet Mimms and the Enchanters / Janis Joplin | Garnet Mimms and the Enchanters / Janis Joplin | Garnet Mimms and the Enchanters / Janis Joplin | Garnet Mimms and the Enchanters / Janis Joplin | Garnet Mimms and the Enchanters / Janis Joplin | Garnet Mimms and the Enchanters / Janis Joplin | Garnet Mimms and the Enchanters / Janis Joplin | Garnet Mimms and the Enchanters / Janis Joplin | Garnet Mimms and the Enchanters / Janis Joplin | Garnet Mimms and the Enchanters / Janis Joplin | Garnet Mimms and the Enchanters / Janis Joplin | Garnet Mimms and the Enchanters / Janis Joplin | Garnet Mimms and the Enchanters / Janis Joplin | Garnet Mimms and the Enchanters / Janis Joplin | Garnet Mimms and the Enchanters / Janis Joplin | Garnet Mimms and the Enchanters / Janis Joplin | Garnet Mimms and the Enchanters / Janis Joplin | Garnet Mimms and the Enchanters / Janis Joplin | Garnet Mimms and the Enchanters / Janis Joplin | Garnet Mimms and the Enchanters / Janis Joplin | Garnet Mimms and the Enchanters / Janis Joplin | Garnet Mimms and the Enchanters / Janis Joplin | Garnet Mimms and the Enchanters / Janis Joplin | Garnet Mimms and the Enchanters / Janis Joplin | Garnet Mimms and the Enchanters / Janis Joplin | Garnet Mimms and the Enchanters / Janis Joplin | Garnet Mimms and the Enchanters / Janis Joplin | Garnet Mimms and the Enchanters / Janis Joplin | Garnet Mimms and the Enchanters / Janis Joplin | Garnet Mimms and the Enchanters / Janis Joplin | Garnet Mimms and the Enchanters / Janis Joplin | Garnet Mimms and the Enchanters / Janis Joplin | Garnet Mimms and the Enchanters / Janis Joplin | Garnet Mimms and the Enchanters / Janis Joplin | Garnet Mimms and the Enchanters / Janis Joplin | Garnet Mimms and the Enchanters / Janis Joplin | Garnet Mimms and the Enchanters / Janis Joplin | Garnet Mimms and the Enchanters / Janis Joplin | Garnet Mimms and the Enchanters / Janis Joplin | Garnet Mimms and the Enchanters / Janis Joplin | Garnet Mimms and the Enchanters / Janis Joplin | Garnet Mimms and the Enchanters / Janis Joplin | Garnet Mimms and the Enchanters / Janis Joplin | Garnet Mimms and the Enchanters / Janis Joplin | Garnet Mimms and the Enchanters / Janis Joplin | Garnet Mimms and the Enchanters / Janis Joplin | Garnet Mimms and the Enchanters / Janis Joplin | Garnet Mimms and the Enchanters / Janis Joplin | Garnet Mimms and the Enchanters / Janis Joplin | Garnet Mimms and the Enchanters / Janis Joplin | Garnet Mimms and the Enchanters / Janis Joplin | Garnet Mimms and the Enchanters / Janis Joplin | Garnet Mimms and the Enchanters / Janis Joplin | Garnet Mimms and the Enchanters / Janis Joplin | Garnet Mimms and the Enchanters / Janis Joplin | Garnet Mimms and the Enchanters / Janis Joplin | Garnet Mimms and the Enchanters / Janis Joplin | Garnet Mimms and the Enchanters / Janis Joplin | Garnet Mimms and the Enchanters / Janis Joplin | Garnet Mimms and the Enchanters / Janis Joplin | Garnet Mimms and the Enchanters / Janis Joplin | Garnet Mimms and the Enchanters / Janis Joplin | Garnet Mimms and the Enchanters / Janis Joplin | Garnet Mimms and the Enchanters / Janis Joplin | Garnet Mimms and the Enchanters / Janis Joplin | Garnet Mimms and the Enchanters / Janis Joplin | Garnet Mimms and the Enchanters / Janis Joplin | Garnet Mimms and the Enchanters / Janis Joplin | Garnet Mimms and the Enchanters / Janis Joplin | Garnet Mimms and the Enchanters / Janis Joplin | Garnet Mimms and the Enchanters / Janis Joplin | Garnet Mimms and the Enchanters / Janis Joplin | Garnet Mimms and the Enchanters / Janis Joplin | Garnet Mimms and the Enchanters / Janis Joplin | Garnet Mimms and the Enchanters / Janis Joplin | Garnet Mimms and the Enchanters / Janis Joplin | Garnet Mimms and the Enchanters / Janis Joplin | Garnet Mimms and the Enchanters / Janis Joplin | Câștigătoare                     | Câștigătoare                     | Câștigătoare                     | Câștigătoare                     | Câștigătoare                     | Câștigătoare                     | Câștigătoare                     | Câștigătoare                     | Câștigătoare                     | Câștigătoare                     | Câștigătoare                     | Câștigătoare                     | Câștigătoare                     | Câștigătoare                     | Câștigătoare                     | Câștigătoare                     | Câștigătoare                     | Câștigătoare                     | Câștigătoare                     | Câștigătoare                     | Câștigătoare                     | Câștigătoare                     | Câștigătoare                     | Câștigătoare                     | Câștigătoare                     | Câștigătoare                     | Câștigătoare                     | Câștigătoare                     | Câștigătoare                     | Câștigătoare                     | Câștigătoare                     | Câștigătoare                     | Câștigătoare                     | Câștigătoare                     | Câștigătoare                     | Câștigătoare                     | Câștigătoare                     | Câștigătoare                     | Câștigătoare                     | Câștigătoare                     | Câștigătoare                     | Câștigătoare                     | Câștigătoare                     | Câștigătoare                     | Câștigătoare                     | Câștigătoare                     | Câștigătoare                     | Câștigătoare                     | Câștigătoare                     | Câștigătoare                     | Câștigătoare                     | Câștigătoare                     | Câștigătoare                     | Câștigătoare                     | Câștigătoare                     | Câștigătoare                     | Câștigătoare                     | Câștigătoare                     | Câștigătoare                     | Câștigătoare                     | Câștigătoare                     | Câștigătoare                     | Câștigătoare                     | Câștigătoare                     | Câștigătoare                     | Câștigătoare                     | Câștigătoare                     | Câștigătoare                     | Câștigătoare                     | Câștigătoare                     | Câștigătoare                     | Câștigătoare                     | Câștigătoare                     | Câștigătoare                     | Câștigătoare                     | Câștigătoare                     | Câștigătoare                     | Câștigătoare                     | Câștigătoare                     | Câștigătoare                     | Câștigătoare                     | Câștigătoare                     | Câștigătoare                     | Câștigătoare                     | Câștigătoare                     | Câștigătoare                     | Câștigătoare                     | Câștigătoare                     | Câștigătoare                     | Câștigătoare                     | Câștigătoare                     | Câștigătoare                     | Câștigătoare                     | Câștigătoare                     | Câștigătoare                     | Câștigătoare                     | Câștigătoare                     | Câștigătoare                     | Câștigătoare                     | Câștigătoare                     |
| 16       | 16       | 16       | 16       | 16       | 16       | 16       | 16       | 16       | 16       | 16       | 16       | 16       | 16       | 16       | 16       | 16       | 16       | 16       | 16       | 16       | 16       | 16       | 16       | 16       | 16       | 16       | 16       | 16       | 16       | 16       | 16       | 16       | 16       | 16       | 16       | 16       | 16       | 16       | 16       | 16       | 16       | 16       | 16       | 16       | 16       | 16       | 16       | 16       | 16       | 16       | 16       | 16       | 16       | 16       | 16       | 16       | 16       | 16       | 16       | 16       | 16       | 16       | 16       | 16       | 16       | 16       | 16       | 16       | 16       | 16       | 16       | 16       | 16       | 16       | 16       | 16       | 16       | 16       | 16       | 16       | 16       | 16       | 16       | 16       | 16       | 16       | 16       | 16       | 16       | 16       | 16       | 16       | 16       | 16       | 16       | 16       | 16       | 16       | 16       | Finala              | Finala              | Finala              | Finala              | Finala              | Finala              | Finala              | Finala              | Finala              | Finala              | Finala              | Finala              | Finala              | Finala              | Finala              | Finala              | Finala              | Finala              | Finala              | Finala              | Finala              | Finala              | Finala              | Finala              | Finala              | Finala              | Finala              | Finala              | Finala              | Finala              | Finala              | Finala              | Finala              | Finala              | Finala              | Finala              | Finala              | Finala              | Finala              | Finala              | Finala              | Finala              | Finala              | Finala              | Finala              | Finala              | Finala              | Finala              | Finala              | Finala              | Finala              | Finala              | Finala              | Finala              | Finala              | Finala              | Finala              | Finala              | Finala              | Finala              | Finala              | Finala              | Finala              | Finala              | Finala              | Finala              | Finala              | Finala              | Finala              | Finala              | Finala              | Finala              | Finala              | Finala              | Finala              | Finala              | Finala              | Finala              | Finala              | Finala              | Finala              | Finala              | Finala              | Finala              | Finala              | Finala              | Finala              | Finala              | Finala              | Finala              | Finala              | Finala              | Finala              | Finala              | Finala              | Finala              | Finala              | Finala              | Finala              | Finala              | „Zmeul” (cu Tudor Chirilă)                                              | „Zmeul” (cu Tudor Chirilă)                                              | „Zmeul” (cu Tudor Chirilă)                                              | „Zmeul” (cu Tudor Chirilă)                                              | „Zmeul” (cu Tudor Chirilă)                                              | „Zmeul” (cu Tudor Chirilă)                                              | „Zmeul” (cu Tudor Chirilă)                                              | „Zmeul” (cu Tudor Chirilă)                                              | „Zmeul” (cu Tudor Chirilă)                                              | „Zmeul” (cu Tudor Chirilă)                                              | „Zmeul” (cu Tudor Chirilă)                                              | „Zmeul” (cu Tudor Chirilă)                                              | „Zmeul” (cu Tudor Chirilă)                                              | „Zmeul” (cu Tudor Chirilă)                                              | „Zmeul” (cu Tudor Chirilă)                                              | „Zmeul” (cu Tudor Chirilă)                                              | „Zmeul” (cu Tudor Chirilă)                                              | „Zmeul” (cu Tudor Chirilă)                                              | „Zmeul” (cu Tudor Chirilă)                                              | „Zmeul” (cu Tudor Chirilă)                                              | „Zmeul” (cu Tudor Chirilă)                                              | „Zmeul” (cu Tudor Chirilă)                                              | „Zmeul” (cu Tudor Chirilă)                                              | „Zmeul” (cu Tudor Chirilă)                                              | „Zmeul” (cu Tudor Chirilă)                                              | „Zmeul” (cu Tudor Chirilă)                                              | „Zmeul” (cu Tudor Chirilă)                                              | „Zmeul” (cu Tudor Chirilă)                                              | „Zmeul” (cu Tudor Chirilă)                                              | „Zmeul” (cu Tudor Chirilă)                                              | „Zmeul” (cu Tudor Chirilă)                                              | „Zmeul” (cu Tudor Chirilă)                                              | „Zmeul” (cu Tudor Chirilă)                                              | „Zmeul” (cu Tudor Chirilă)                                              | „Zmeul” (cu Tudor Chirilă)                                              | „Zmeul” (cu Tudor Chirilă)                                              | „Zmeul” (cu Tudor Chirilă)                                              | „Zmeul” (cu Tudor Chirilă)                                              | „Zmeul” (cu Tudor Chirilă)                                              | „Zmeul” (cu Tudor Chirilă)                                              | „Zmeul” (cu Tudor Chirilă)                                              | „Zmeul” (cu Tudor Chirilă)                                              | „Zmeul” (cu Tudor Chirilă)                                              | „Zmeul” (cu Tudor Chirilă)                                              | „Zmeul” (cu Tudor Chirilă)                                              | „Zmeul” (cu Tudor Chirilă)                                              | „Zmeul” (cu Tudor Chirilă)                                              | „Zmeul” (cu Tudor Chirilă)                                              | „Zmeul” (cu Tudor Chirilă)                                              | „Zmeul” (cu Tudor Chirilă)                                              | „Zmeul” (cu Tudor Chirilă)                                              | „Zmeul” (cu Tudor Chirilă)                                              | „Zmeul” (cu Tudor Chirilă)                                              | „Zmeul” (cu Tudor Chirilă)                                              | „Zmeul” (cu Tudor Chirilă)                                              | „Zmeul” (cu Tudor Chirilă)                                              | „Zmeul” (cu Tudor Chirilă)                                              | „Zmeul” (cu Tudor Chirilă)                                              | „Zmeul” (cu Tudor Chirilă)                                              | „Zmeul” (cu Tudor Chirilă)                                              | „Zmeul” (cu Tudor Chirilă)                                              | „Zmeul” (cu Tudor Chirilă)                                              | „Zmeul” (cu Tudor Chirilă)                                              | „Zmeul” (cu Tudor Chirilă)                                              | „Zmeul” (cu Tudor Chirilă)                                              | „Zmeul” (cu Tudor Chirilă)                                              | „Zmeul” (cu Tudor Chirilă)                                              | „Zmeul” (cu Tudor Chirilă)                                              | „Zmeul” (cu Tudor Chirilă)                                              | „Zmeul” (cu Tudor Chirilă)                                              | „Zmeul” (cu Tudor Chirilă)                                              | „Zmeul” (cu Tudor Chirilă)                                              | „Zmeul” (cu Tudor Chirilă)                                              | „Zmeul” (cu Tudor Chirilă)                                              | „Zmeul” (cu Tudor Chirilă)                                              | „Zmeul” (cu Tudor Chirilă)                                              | „Zmeul” (cu Tudor Chirilă)                                              | „Zmeul” (cu Tudor Chirilă)                                              | „Zmeul” (cu Tudor Chirilă)                                              | „Zmeul” (cu Tudor Chirilă)                                              | „Zmeul” (cu Tudor Chirilă)                                              | „Zmeul” (cu Tudor Chirilă)                                              | „Zmeul” (cu Tudor Chirilă)                                              | „Zmeul” (cu Tudor Chirilă)                                              | „Zmeul” (cu Tudor Chirilă)                                              | „Zmeul” (cu Tudor Chirilă)                                              | „Zmeul” (cu Tudor Chirilă)                                              | „Zmeul” (cu Tudor Chirilă)                                              | „Zmeul” (cu Tudor Chirilă)                                              | „Zmeul” (cu Tudor Chirilă)                                              | „Zmeul” (cu Tudor Chirilă)                                              | „Zmeul” (cu Tudor Chirilă)                                              | „Zmeul” (cu Tudor Chirilă)                                              | „Zmeul” (cu Tudor Chirilă)                                              | „Zmeul” (cu Tudor Chirilă)                                              | „Zmeul” (cu Tudor Chirilă)                                              | „Zmeul” (cu Tudor Chirilă)                                              | „Zmeul” (cu Tudor Chirilă)                                              | „Zmeul” (cu Tudor Chirilă)                                              | „Zmeul” (cu Tudor Chirilă)                                              | Vama Veche                                     | Vama Veche                                     | Vama Veche                                     | Vama Veche                                     | Vama Veche                                     | Vama Veche                                     | Vama Veche                                     | Vama Veche                                     | Vama Veche                                     | Vama Veche                                     | Vama Veche                                     | Vama Veche                                     | Vama Veche                                     | Vama Veche                                     | Vama Veche                                     | Vama Veche                                     | Vama Veche                                     | Vama Veche                                     | Vama Veche                                     | Vama Veche                                     | Vama Veche                                     | Vama Veche                                     | Vama Veche                                     | Vama Veche                                     | Vama Veche                                     | Vama Veche                                     | Vama Veche                                     | Vama Veche                                     | Vama Veche                                     | Vama Veche                                     | Vama Veche                                     | Vama Veche                                     | Vama Veche                                     | Vama Veche                                     | Vama Veche                                     | Vama Veche                                     | Vama Veche                                     | Vama Veche                                     | Vama Veche                                     | Vama Veche                                     | Vama Veche                                     | Vama Veche                                     | Vama Veche                                     | Vama Veche                                     | Vama Veche                                     | Vama Veche                                     | Vama Veche                                     | Vama Veche                                     | Vama Veche                                     | Vama Veche                                     | Vama Veche                                     | Vama Veche                                     | Vama Veche                                     | Vama Veche                                     | Vama Veche                                     | Vama Veche                                     | Vama Veche                                     | Vama Veche                                     | Vama Veche                                     | Vama Veche                                     | Vama Veche                                     | Vama Veche                                     | Vama Veche                                     | Vama Veche                                     | Vama Veche                                     | Vama Veche                                     | Vama Veche                                     | Vama Veche                                     | Vama Veche                                     | Vama Veche                                     | Vama Veche                                     | Vama Veche                                     | Vama Veche                                     | Vama Veche                                     | Vama Veche                                     | Vama Veche                                     | Vama Veche                                     | Vama Veche                                     | Vama Veche                                     | Vama Veche                                     | Vama Veche                                     | Vama Veche                                     | Vama Veche                                     | Vama Veche                                     | Vama Veche                                     | Vama Veche                                     | Vama Veche                                     | Vama Veche                                     | Vama Veche                                     | Vama Veche                                     | Vama Veche                                     | Vama Veche                                     | Vama Veche                                     | Vama Veche                                     | Vama Veche                                     | Vama Veche                                     | Vama Veche                                     | Vama Veche                                     | Vama Veche                                     | Vama Veche                                     | Câștigătoare                     | Câștigătoare                     | Câștigătoare                     | Câștigătoare                     | Câștigătoare                     | Câștigătoare                     | Câștigătoare                     | Câștigătoare                     | Câștigătoare                     | Câștigătoare                     | Câștigătoare                     | Câștigătoare                     | Câștigătoare                     | Câștigătoare                     | Câștigătoare                     | Câștigătoare                     | Câștigătoare                     | Câștigătoare                     | Câștigătoare                     | Câștigătoare                     | Câștigătoare                     | Câștigătoare                     | Câștigătoare                     | Câștigătoare                     | Câștigătoare                     | Câștigătoare                     | Câștigătoare                     | Câștigătoare                     | Câștigătoare                     | Câștigătoare                     | Câștigătoare                     | Câștigătoare                     | Câștigătoare                     | Câștigătoare                     | Câștigătoare                     | Câștigătoare                     | Câștigătoare                     | Câștigătoare                     | Câștigătoare                     | Câștigătoare                     | Câștigătoare                     | Câștigătoare                     | Câștigătoare                     | Câștigătoare                     | Câștigătoare                     | Câștigătoare                     | Câștigătoare                     | Câștigătoare                     | Câștigătoare                     | Câștigătoare                     | Câștigătoare                     | Câștigătoare                     | Câștigătoare                     | Câștigătoare                     | Câștigătoare                     | Câștigătoare                     | Câștigătoare                     | Câștigătoare                     | Câștigătoare                     | Câștigătoare                     | Câștigătoare                     | Câștigătoare                     | Câștigătoare                     | Câștigătoare                     | Câștigătoare                     | Câștigătoare                     | Câștigătoare                     | Câștigătoare                     | Câștigătoare                     | Câștigătoare                     | Câștigătoare                     | Câștigătoare                     | Câștigătoare                     | Câștigătoare                     | Câștigătoare                     | Câștigătoare                     | Câștigătoare                     | Câștigătoare                     | Câștigătoare                     | Câștigătoare                     | Câștigătoare                     | Câștigătoare                     | Câștigătoare                     | Câștigătoare                     | Câștigătoare                     | Câștigătoare                     | Câștigătoare                     | Câștigătoare                     | Câștigătoare                     | Câștigătoare                     | Câștigătoare                     | Câștigătoare                     | Câștigătoare                     | Câștigătoare                     | Câștigătoare                     | Câștigătoare                     | Câștigătoare                     | Câștigătoare                     | Câștigătoare                     | Câștigătoare                     |
| 16       | 16       | 16       | 16       | 16       | 16       | 16       | 16       | 16       | 16       | 16       | 16       | 16       | 16       | 16       | 16       | 16       | 16       | 16       | 16       | 16       | 16       | 16       | 16       | 16       | 16       | 16       | 16       | 16       | 16       | 16       | 16       | 16       | 16       | 16       | 16       | 16       | 16       | 16       | 16       | 16       | 16       | 16       | 16       | 16       | 16       | 16       | 16       | 16       | 16       | 16       | 16       | 16       | 16       | 16       | 16       | 16       | 16       | 16       | 16       | 16       | 16       | 16       | 16       | 16       | 16       | 16       | 16       | 16       | 16       | 16       | 16       | 16       | 16       | 16       | 16       | 16       | 16       | 16       | 16       | 16       | 16       | 16       | 16       | 16       | 16       | 16       | 16       | 16       | 16       | 16       | 16       | 16       | 16       | 16       | 16       | 16       | 16       | 16       | 16       | Finala              | Finala              | Finala              | Finala              | Finala              | Finala              | Finala              | Finala              | Finala              | Finala              | Finala              | Finala              | Finala              | Finala              | Finala              | Finala              | Finala              | Finala              | Finala              | Finala              | Finala              | Finala              | Finala              | Finala              | Finala              | Finala              | Finala              | Finala              | Finala              | Finala              | Finala              | Finala              | Finala              | Finala              | Finala              | Finala              | Finala              | Finala              | Finala              | Finala              | Finala              | Finala              | Finala              | Finala              | Finala              | Finala              | Finala              | Finala              | Finala              | Finala              | Finala              | Finala              | Finala              | Finala              | Finala              | Finala              | Finala              | Finala              | Finala              | Finala              | Finala              | Finala              | Finala              | Finala              | Finala              | Finala              | Finala              | Finala              | Finala              | Finala              | Finala              | Finala              | Finala              | Finala              | Finala              | Finala              | Finala              | Finala              | Finala              | Finala              | Finala              | Finala              | Finala              | Finala              | Finala              | Finala              | Finala              | Finala              | Finala              | Finala              | Finala              | Finala              | Finala              | Finala              | Finala              | Finala              | Finala              | Finala              | Finala              | Finala              | „Who Wants to Live Forever” (cu Tiberiu Albu)                           | „Who Wants to Live Forever” (cu Tiberiu Albu)                           | „Who Wants to Live Forever” (cu Tiberiu Albu)                           | „Who Wants to Live Forever” (cu Tiberiu Albu)                           | „Who Wants to Live Forever” (cu Tiberiu Albu)                           | „Who Wants to Live Forever” (cu Tiberiu Albu)                           | „Who Wants to Live Forever” (cu Tiberiu Albu)                           | „Who Wants to Live Forever” (cu Tiberiu Albu)                           | „Who Wants to Live Forever” (cu Tiberiu Albu)                           | „Who Wants to Live Forever” (cu Tiberiu Albu)                           | „Who Wants to Live Forever” (cu Tiberiu Albu)                           | „Who Wants to Live Forever” (cu Tiberiu Albu)                           | „Who Wants to Live Forever” (cu Tiberiu Albu)                           | „Who Wants to Live Forever” (cu Tiberiu Albu)                           | „Who Wants to Live Forever” (cu Tiberiu Albu)                           | „Who Wants to Live Forever” (cu Tiberiu Albu)                           | „Who Wants to Live Forever” (cu Tiberiu Albu)                           | „Who Wants to Live Forever” (cu Tiberiu Albu)                           | „Who Wants to Live Forever” (cu Tiberiu Albu)                           | „Who Wants to Live Forever” (cu Tiberiu Albu)                           | „Who Wants to Live Forever” (cu Tiberiu Albu)                           | „Who Wants to Live Forever” (cu Tiberiu Albu)                           | „Who Wants to Live Forever” (cu Tiberiu Albu)                           | „Who Wants to Live Forever” (cu Tiberiu Albu)                           | „Who Wants to Live Forever” (cu Tiberiu Albu)                           | „Who Wants to Live Forever” (cu Tiberiu Albu)                           | „Who Wants to Live Forever” (cu Tiberiu Albu)                           | „Who Wants to Live Forever” (cu Tiberiu Albu)                           | „Who Wants to Live Forever” (cu Tiberiu Albu)                           | „Who Wants to Live Forever” (cu Tiberiu Albu)                           | „Who Wants to Live Forever” (cu Tiberiu Albu)                           | „Who Wants to Live Forever” (cu Tiberiu Albu)                           | „Who Wants to Live Forever” (cu Tiberiu Albu)                           | „Who Wants to Live Forever” (cu Tiberiu Albu)                           | „Who Wants to Live Forever” (cu Tiberiu Albu)                           | „Who Wants to Live Forever” (cu Tiberiu Albu)                           | „Who Wants to Live Forever” (cu Tiberiu Albu)                           | „Who Wants to Live Forever” (cu Tiberiu Albu)                           | „Who Wants to Live Forever” (cu Tiberiu Albu)                           | „Who Wants to Live Forever” (cu Tiberiu Albu)                           | „Who Wants to Live Forever” (cu Tiberiu Albu)                           | „Who Wants to Live Forever” (cu Tiberiu Albu)                           | „Who Wants to Live Forever” (cu Tiberiu Albu)                           | „Who Wants to Live Forever” (cu Tiberiu Albu)                           | „Who Wants to Live Forever” (cu Tiberiu Albu)                           | „Who Wants to Live Forever” (cu Tiberiu Albu)                           | „Who Wants to Live Forever” (cu Tiberiu Albu)                           | „Who Wants to Live Forever” (cu Tiberiu Albu)                           | „Who Wants to Live Forever” (cu Tiberiu Albu)                           | „Who Wants to Live Forever” (cu Tiberiu Albu)                           | „Who Wants to Live Forever” (cu Tiberiu Albu)                           | „Who Wants to Live Forever” (cu Tiberiu Albu)                           | „Who Wants to Live Forever” (cu Tiberiu Albu)                           | „Who Wants to Live Forever” (cu Tiberiu Albu)                           | „Who Wants to Live Forever” (cu Tiberiu Albu)                           | „Who Wants to Live Forever” (cu Tiberiu Albu)                           | „Who Wants to Live Forever” (cu Tiberiu Albu)                           | „Who Wants to Live Forever” (cu Tiberiu Albu)                           | „Who Wants to Live Forever” (cu Tiberiu Albu)                           | „Who Wants to Live Forever” (cu Tiberiu Albu)                           | „Who Wants to Live Forever” (cu Tiberiu Albu)                           | „Who Wants to Live Forever” (cu Tiberiu Albu)                           | „Who Wants to Live Forever” (cu Tiberiu Albu)                           | „Who Wants to Live Forever” (cu Tiberiu Albu)                           | „Who Wants to Live Forever” (cu Tiberiu Albu)                           | „Who Wants to Live Forever” (cu Tiberiu Albu)                           | „Who Wants to Live Forever” (cu Tiberiu Albu)                           | „Who Wants to Live Forever” (cu Tiberiu Albu)                           | „Who Wants to Live Forever” (cu Tiberiu Albu)                           | „Who Wants to Live Forever” (cu Tiberiu Albu)                           | „Who Wants to Live Forever” (cu Tiberiu Albu)                           | „Who Wants to Live Forever” (cu Tiberiu Albu)                           | „Who Wants to Live Forever” (cu Tiberiu Albu)                           | „Who Wants to Live Forever” (cu Tiberiu Albu)                           | „Who Wants to Live Forever” (cu Tiberiu Albu)                           | „Who Wants to Live Forever” (cu Tiberiu Albu)                           | „Who Wants to Live Forever” (cu Tiberiu Albu)                           | „Who Wants to Live Forever” (cu Tiberiu Albu)                           | „Who Wants to Live Forever” (cu Tiberiu Albu)                           | „Who Wants to Live Forever” (cu Tiberiu Albu)                           | „Who Wants to Live Forever” (cu Tiberiu Albu)                           | „Who Wants to Live Forever” (cu Tiberiu Albu)                           | „Who Wants to Live Forever” (cu Tiberiu Albu)                           | „Who Wants to Live Forever” (cu Tiberiu Albu)                           | „Who Wants to Live Forever” (cu Tiberiu Albu)                           | „Who Wants to Live Forever” (cu Tiberiu Albu)                           | „Who Wants to Live Forever” (cu Tiberiu Albu)                           | „Who Wants to Live Forever” (cu Tiberiu Albu)                           | „Who Wants to Live Forever” (cu Tiberiu Albu)                           | „Who Wants to Live Forever” (cu Tiberiu Albu)                           | „Who Wants to Live Forever” (cu Tiberiu Albu)                           | „Who Wants to Live Forever” (cu Tiberiu Albu)                           | „Who Wants to Live Forever” (cu Tiberiu Albu)                           | „Who Wants to Live Forever” (cu Tiberiu Albu)                           | „Who Wants to Live Forever” (cu Tiberiu Albu)                           | „Who Wants to Live Forever” (cu Tiberiu Albu)                           | „Who Wants to Live Forever” (cu Tiberiu Albu)                           | „Who Wants to Live Forever” (cu Tiberiu Albu)                           | „Who Wants to Live Forever” (cu Tiberiu Albu)                           | „Who Wants to Live Forever” (cu Tiberiu Albu)                           | Queen                                          | Queen                                          | Queen                                          | Queen                                          | Queen                                          | Queen                                          | Queen                                          | Queen                                          | Queen                                          | Queen                                          | Queen                                          | Queen                                          | Queen                                          | Queen                                          | Queen                                          | Queen                                          | Queen                                          | Queen                                          | Queen                                          | Queen                                          | Queen                                          | Queen                                          | Queen                                          | Queen                                          | Queen                                          | Queen                                          | Queen                                          | Queen                                          | Queen                                          | Queen                                          | Queen                                          | Queen                                          | Queen                                          | Queen                                          | Queen                                          | Queen                                          | Queen                                          | Queen                                          | Queen                                          | Queen                                          | Queen                                          | Queen                                          | Queen                                          | Queen                                          | Queen                                          | Queen                                          | Queen                                          | Queen                                          | Queen                                          | Queen                                          | Queen                                          | Queen                                          | Queen                                          | Queen                                          | Queen                                          | Queen                                          | Queen                                          | Queen                                          | Queen                                          | Queen                                          | Queen                                          | Queen                                          | Queen                                          | Queen                                          | Queen                                          | Queen                                          | Queen                                          | Queen                                          | Queen                                          | Queen                                          | Queen                                          | Queen                                          | Queen                                          | Queen                                          | Queen                                          | Queen                                          | Queen                                          | Queen                                          | Queen                                          | Queen                                          | Queen                                          | Queen                                          | Queen                                          | Queen                                          | Queen                                          | Queen                                          | Queen                                          | Queen                                          | Queen                                          | Queen                                          | Queen                                          | Queen                                          | Queen                                          | Queen                                          | Queen                                          | Queen                                          | Queen                                          | Queen                                          | Queen                                          | Queen                                          | Câștigătoare                     | Câștigătoare                     | Câștigătoare                     | Câștigătoare                     | Câștigătoare                     | Câștigătoare                     | Câștigătoare                     | Câștigătoare                     | Câștigătoare                     | Câștigătoare                     | Câștigătoare                     | Câștigătoare                     | Câștigătoare                     | Câștigătoare                     | Câștigătoare                     | Câștigătoare                     | Câștigătoare                     | Câștigătoare                     | Câștigătoare                     | Câștigătoare                     | Câștigătoare                     | Câștigătoare                     | Câștigătoare                     | Câștigătoare                     | Câștigătoare                     | Câștigătoare                     | Câștigătoare                     | Câștigătoare                     | Câștigătoare                     | Câștigătoare                     | Câștigătoare                     | Câștigătoare                     | Câștigătoare                     | Câștigătoare                     | Câștigătoare                     | Câștigătoare                     | Câștigătoare                     | Câștigătoare                     | Câștigătoare                     | Câștigătoare                     | Câștigătoare                     | Câștigătoare                     | Câștigătoare                     | Câștigătoare                     | Câștigătoare                     | Câștigătoare                     | Câștigătoare                     | Câștigătoare                     | Câștigătoare                     | Câștigătoare                     | Câștigătoare                     | Câștigătoare                     | Câștigătoare                     | Câștigătoare                     | Câștigătoare                     | Câștigătoare                     | Câștigătoare                     | Câștigătoare                     | Câștigătoare                     | Câștigătoare                     | Câștigătoare                     | Câștigătoare                     | Câștigătoare                     | Câștigătoare                     | Câștigătoare                     | Câștigătoare                     | Câștigătoare                     | Câștigătoare                     | Câștigătoare                     | Câștigătoare                     | Câștigătoare                     | Câștigătoare                     | Câștigătoare                     | Câștigătoare                     | Câștigătoare                     | Câștigătoare                     | Câștigătoare                     | Câștigătoare                     | Câștigătoare                     | Câștigătoare                     | Câștigătoare                     | Câștigătoare                     | Câștigătoare                     | Câștigătoare                     | Câștigătoare                     | Câștigătoare                     | Câștigătoare                     | Câștigătoare                     | Câștigătoare                     | Câștigătoare                     | Câștigătoare                     | Câștigătoare                     | Câștigătoare                     | Câștigătoare                     | Câștigătoare                     | Câștigătoare                     | Câștigătoare                     | Câștigătoare                     | Câștigătoare                     | Câștigătoare                     |

| Predecesor: Cristina Bălan | Câștigătoare a concursului Vocea României 2016 | Succesor: Ana Munteanu |

## Premii
- Maiart - edițiile 2010, 2011, 2012, 2013, 2014, 2015 - Premiul I, secțiunea muzică
- Tamana baladelor - edițiile 2011, 2012, 2013 - Premiul I
- Folk fără vârstă - ediția 2013 - Premiul I
- Spirart - ediția 2014 - Premiul I
- Festivaul Florian Pittis - ediția 2014 - Premiu pentru cea mai bună voce feminină ediția; 2015 - Trofeul cel mare al festivalului; ediția 2016 - PremiuL pentru cea mai bună voce feminină și Premiul Special